# Edizioni del Carnevale di Viareggio
Il Carnevale di Viareggio è una manifestazione che si svolge annualmente sul viale a mare e la passeggiata viareggini. Ha attualmente all'attivo 152 edizioni.

## Edizioni non svolte[1]
Nel 1878, l'edizione non viene svolta a causa della morte di Re Vittorio Emanuele II.
Nel 1904, nel 1907, nel 1909, nel 1922 le edizioni non vengono svolte.
Nel 1912, l'edizione non viene svolta a causa della guerra in Libia.
Dal 1915 al 1920, le edizioni non vengono svolte a causa della prima guerra mondiale.
Nel 1936, l'edizione non viene svolta a causa della Guerra d'Etiopia.
Dal 1941 al 1945, le edizioni non vengono svolte a causa della seconda guerra mondiale.

## Luoghi della sfilata[2]
Dal 1873 al 1900, i carri sfilano sulla via Regia.
Dal 1901, inizieranno a sfilare sul viale a mare, dove sfilano tutt'oggi.

## Organizzazione delle sfilate[3]
L'organizzazione è affidata, dal 1873 al 1884, alla Società del Carnevale.
Nel 1892, è la società La follia ad organizzare il Carnevale.
Nel 1897, l'organizzazione passa alla Società dei divertimenti.
Nel 1900 e nel 1901, passa alla Pro Viareggio.
Nel 1902, l'organizzazione è del Comitato promotore del Carnevale.
Nel 1905 e nel 1906, si passa al Club dei Forestieri.
Dal 1908 al 1910, ad organizzare il Carnevale è la Società ciclistica "Rapidus".
Nel 1914, l'Associazione "Vecchia Viareggio".
Nel 1923, il Comitato esecutivo.
Dal 1925 al 1956, il Comitato festeggiamenti.
Dal 1926 al 1928, il Comitato esecutivo "Pro Viareggio".
Dal 1929 al 1935, la Commissione festeggiamenti.
Dal 1937 al 1987, il Comitato Carnevale.
Nel 1940, il Comitato generale.
Nel 1954 e nel 1955, il Comitato organizzatore.
Dal 1957 al 1960, l'Ente Carnevale.
Ed infine, dal 1988 è la Fondazione Carnevale di Viareggio ad organizzare la manifestazione.

## Edizione 1873
La 1ª edizione si è tenuta domenica 23 febbraio.

## Edizione 1874
La 2ª edizione si è tenuta martedì 17 febbraio.
Questa la classifica delle opere allegoriche in concorso:

### Classifica delle mascherate in gruppo
1. L'agente Piatti ha costruito la bussola (costruttori ignoti)

## Edizione 1875
La 3ª edizione si è tenuta domenica 7 febbraio.
Questa la classifica delle opere allegoriche in concorso:

### Classifica delle mascherate in gruppo
1. Io direbbi...di Saragat (costruttori ignoti)

## Edizione 1876
La 4ª edizione.

## Edizione 1877
La 5ª edizione si è tenuta domenica 11 e martedì 13 febbraio. Da quest'anno i corsi mascherati diventano due.

## Edizione 1879
La 6ª edizione.

## Edizione 1880
La 7ª edizione si è tenuta giovedì 5 e martedì 10 febbraio.

## Edizione 1881
L'8ª edizione.

## Edizione 1882
La 9ª edizione si è tenuta martedì 21 febbraio.
Queste le classifiche delle opere allegoriche in concorso:

### Classifica dei carri mascherati
1. I quattro mori della Regia Marina Dist.

### Classifica delle mascherate in gruppo
1. I piccoli Zulù (costruttori ignoti)

## Edizione 1883
La 10ª edizione si è tenuta giovedì 28 gennaio.

## Edizione 1884
L'11ª edizione si è tenuta domenica 10 febbraio.

## Edizione 1885
La 12ª edizione.
Queste le classifiche delle opere allegoriche in concorso:

### Classifica dei carri mascherati
1. Il trionfo dei fiammiferi dei fratelli Landucci
2. Il trionfo della bicicletta di O. Sadun

## Edizione 1886
La 13ª edizione.

## Edizione 1887
La 14ª edizione.

## Edizione 1888
La 15ª edizione.

## Edizione 1889
La 16ª edizione si è tenuta domenica 3 e martedì (grasso) 5 marzo.

## Edizione 1890
La 17ª edizione.

## Edizione 1891
La 18ª edizione.

## Edizione 1892
La 19ª edizione si è tenuta domenica 28 febbraio e martedì (grasso) 1 marzo.

## Edizione 1893
La 20ª edizione.

## Edizione 1894
La 21ª edizione.

## Edizione 1895
La 22ª edizione.

## Edizione 1896
La 23ª edizione.

## Edizione 1897
La 24ª edizione si è tenuta domenica 28 febbraio, martedì 2 e domenica 7 marzo.
Queste le classifiche delle opere allegoriche in concorso:

### Classifica dei carri mascherati
1. Carovigno in parlamento di Fortunato Celli
2. Il treno delle Officine Estensi
3. La pesca degli imbecilli di Pacifico Lippi
4. Siamo i bravi laveggiai dei Laveggiai di Viareggio

## Edizione 1898
La 25ª edizione si è tenuta domenica 20 febbraio e martedì 22 febbraio.

## Edizione 1899
La 26ª edizione si è tenuta mercoledì 22 febbraio.
Questa la classifica delle opere allegoriche in concorso:

### Classifica dei carri mascherati
1. L'alleanza Italo-francese (costruttori ignoti)

## Edizione 1900
La 27ª edizione si è tenuta domenica 25 e martedì 27 febbraio.
Questa la classifica delle opere allegoriche in concorso:

### Classifica dei carri mascherati
1. Il carro reclamè (costruttori ignoti)
2. Il disarmo (costruttori ignoti)
3. Le topiche del governo in Cina (costruttori ignoti)

## Edizione 1901
La 28ª edizione si è tenuta martedì 19 febbraio.
Questa la classifica delle opere allegoriche in concorso:

### Classifica dei carri mascherati
1. Gli abitanti della Luna (costruttori ignoti)
2. Il fiasco ovvero le maschere di Mascagni (costruttori ignoti)

## Edizione 1902
La 29ª edizione si è tenuta martedì 11 febbraio.
Questa la classifica delle opere allegoriche in concorso:

### Classifica dei carri mascherati
1. Pro divorzio (costruttori ignoti)

## Edizione 1903
La 30ª edizione.
Questa la classifica delle opere allegoriche in concorso:

### Classifica dei carri mascherati
1. Il telegrafo Marconi di Mario Norfini
2. Giordano Bruno di Guido Baroni
3. Una ghidona (costruttori ignoti)
4. I fiaschi della vita amministrativa cittadina (costruttori ignoti)

## Edizione 1905
La 31ª edizione si è tenuta domenica 5 marzo.
Queste le classifiche delle opere allegoriche in concorso:

### Classifica dei carri mascherati
1. Il trionfo dell'automobile (costruttori ignoti)
2. La cornucopia della felicità (costruttori ignoti)
3. Il trionfo di Giulio Cesare (costruttori ignoti)
4. Cavalieri e dame del Settecento (costruttori ignoti)

F.C. L'iniziativa di S.M. il Re per l'Istituto Internazionale dell'agricoltura di Raffaello Tolomei

### Classifica delle maschere isolate
1. Orsi ammaestrati (costruttori ignoti)
2. Cantanti (costruttori ignoti)

### Classifica delle vetture
1. Non assegnato
2. Allori della stampa indi...gesta (costruttori ignoti)
3. Vettura di Benelli e Lippi (costruttori ignoti)

### Classifica delle biciclette
1. Bianco, rosso e verde (costruttori ignoti)
2. La barca automobile (costruttori ignoti)

## Edizione 1906
La 32ª edizione si è tenuta domenica 25 e martedì 27 febbraio.
Queste le classifiche delle opere allegoriche in concorso:

### Classifica dei carri mascherati
1. Il trionfo del Carnevale di Alfredo Fontanini
2. La dea dei fiori di Pietro Tofanelli
3. Non assegnato

F.C. Il capanno con i cacciatori (costruttori ignoti)
N.C. Agonia del Carnevale (costruttori ignoti)

### Classifica delle carrozze
1. Carrozza di Pierrot (costruttori ignoti)
2. Non assegnato

N.C. Carrozza Reclamè (costruttori ignoti)

### Classifica delle biciclette
1. Cupidon (fin de siècle) (costruttori ignoti)
2. Tre viole del pensiero (costruttori ignoti)
3. Un paniere di fiori con farfalla (costruttori ignoti)

F.C. La mascherata indiana (costruttori ignoti)
F.C. Ritorno trionfante del cuoco (costruttori ignoti)
F.C. Una carovana di zingari del Conte dei Conti
N.C. Serenata in gondola (costruttori ignoti)
N.C. Un passo sconosciuto (costruttori ignoti)

## Edizione 1908
La 33ª edizione si è tenuta domenica 23 febbraio, domenica 1, martedì 3 marzo. Corso speciale domenica 8 marzo.
Queste le classifiche delle opere allegoriche in concorso:

### Classifica dei carri mascherati
1. Il Globo terracqueo (costruttori ignoti)
2. Il tempio con Bacco e i baccanti (costruttori ignoti)
3. Non assegnato

N.C. Il vulcano (costruttori ignoti)

### Classifica delle carrozze
1. La carrozza con bebé (costruttori ignoti)
2. La vita moderna (costruttori ignoti)
3. Il trionfo di margherite (costruttori ignoti)

### Classifica delle biciclette
1. Pierrot (costruttori ignoti)
2. Gli sposini nella luna di miele (costruttori ignoti)
3. Il pagliaccio miracoloso (costruttori ignoti)

## Edizione 1910
La 34ª edizione si è tenuta domenica 13 febbraio.
Queste le classifiche delle opere allegoriche in concorso:

### Classifica dei carri mascherati
1. Pierrot in gita sul dirigibile (costruttori ignoti)
2. La coppa dei fiori di Pietro Tofanelli
3. Il trionfo dell'aeroplano (costruttori ignoti)

### Classifica delle carrozze
1. La paniera con fiori e con farfalla (costruttori ignoti)
2. L'agricoltura (costruttori ignoti)
3. I pagliacci (costruttori ignoti)

P.L. Allegoria orientale (costruttori ignoti)
P.L. Gli zingari (costruttori ignoti)

### Classifica delle biciclette
1. Il portafortuna (costruttori ignoti)
2. Il giorno e la notte (costruttori ignoti)
3. Il giro del mondo (costruttori ignoti)
4. La contadinella sull'asino (costruttori ignoti)

P.L. Allegoria all'aeroplano (costruttori ignoti)
P.L. Il sogno di tutti (costruttori ignoti)

## Edizione 2008

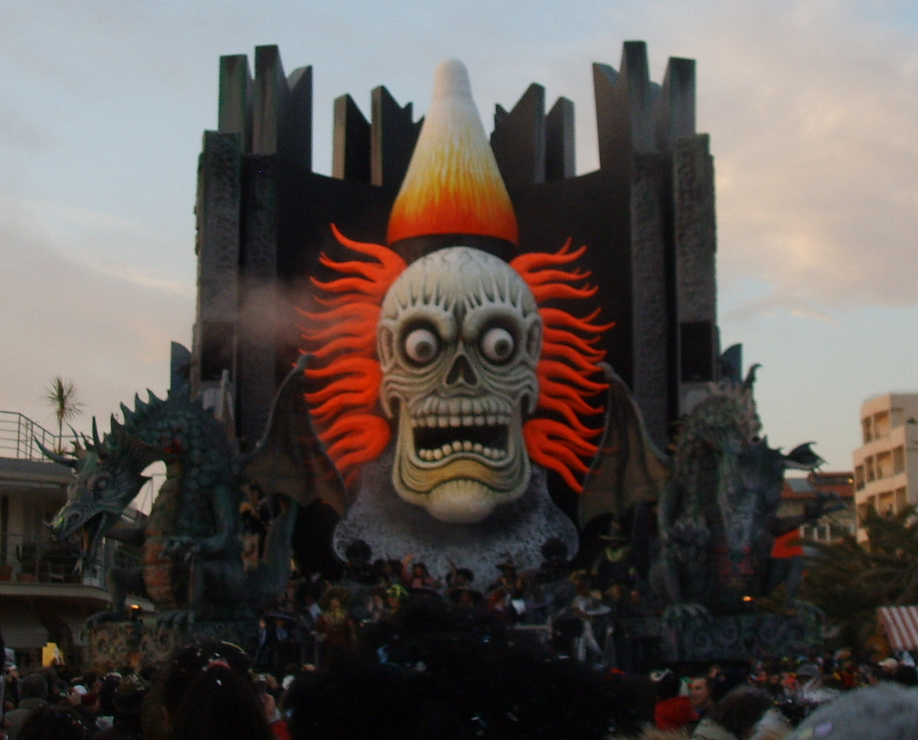
Il carro di prima categoria Sortilegio, vincitore dell'edizione 2008.

La 135ª edizione si è tenuta domenica 20, domenica 27 gennaio, domenica 3, martedì 5 e domenica 10 febbraio.
Queste le classifiche delle opere allegoriche in concorso:

### Classifica dei carri di prima categoria
1. Sortilegio di Franco Malfatti
2. Pranzo di Gala di Alessandro Avanzini
3. In nome di chi... di Roberto Vannucci
4. In nome di chi... di Carlo Lombardi
5. Un se ne po' più ... caro Re pensaci tu! di Massimo Breschi
6. Uère iz ze Party? È qui la festa? di Lebigre e Roger
7. Troppi grilli per la testa di Uberto e Luigi Bonetti e Luigi Renato Verlanti
8. Autoritratto di Gionata Francesconi
9. Ogn scarrafone è bel a mamma soia! di Alfredo Ricci

F.C. Presto che è tardi di Enrico Vannucci

### Classifica dei carri di seconda categoria
1. Barcollo... ma non mollo! di Stefano Cinquini, Umberto Cinquini
2. Marameo! di Jacopo Allegrucci
3. Il Grillo furioso di Emilio Cinquini
4. Chi ha rapito l'allegria...? di Luciano Tomei

### Classifica delle mascherate in gruppo
1. Donne di colore di Eleonora Francioni
2. A passo di coriandolo di Edoardo Ceragioli
3. Prendiamoci in giro! di Adolfo Milazzo
4. Il Gran teatro dei Burattini di Paolo Vincenzo Lazzari e Alessandro Servetto
5. Matrimonio all'italiana di Giampiero Ghiselli
6. Pirati all'arrembaggio del tesoro di Viareggio di Roberto De Leo
7. I tarocchi del mago Afono di Giorgio Bomberini
8. Il vecchietto dove lo metto di Michele Canova
9. La libecciata siamo noi di Marzia Etna
10. Quando i carri erano di cartapesta di Mario Neri

### Classifica delle maschere isolate
1. U.S.A. e getta di Antonio Mastromarino
2. Il grande Travaglio di Floriano Marchi
3. L'equin...ozio di primavera di Andrea e Franco Pucci
4. La carta "pesta" di Valentina Galli
5. Mi scappa la pipì di Luca Bertozzi
6. Mi sono fatto i porci-comodi di Davide Servetto
7. Autoritratto di Andrea De Angeli
8. Viaggio di cozze di Ilario Pescaglini
9. L'insalata con...dita di Andrea Mazza
10. Il maresciallo Sbrocca di Manuel Santini

### Classifica dei carri rionali
1. Battibecco del Rione Darsena
2. Gambe di merlo e i pirati del lago del Rione Torre del Lago
3. Musica Viareggina del Rione Croce Verde
4. Il barbiere di Siviglia del Rione Marco Polo
5. Te la do io la festa del Rione Vecchia Viareggio

F.C. Pasqualino Maraja del Rione Migliarina

### Premi speciali
Premio Fantasia dedicato a SERGIO BARONI
Al carro di prima categoria Sortilegio di Franco Malfatti

Premio Colore dedicato ad ANTONIO D'ARLIANO
Al carro di prima categoria Pranzo di Gala di Alessandro Avanzini

Premio Modellatura dedicato ad ALFREDO MORESCALCHI
Ex aequo Alle mascherate in gruppo Donne di colore di Eleonora Francioni e Matrimonio all'italiana di Giampiero Ghiselli

Premio Allegoria dedicato a SILVANO AVANZINI
Al carro di prima categoria Pranzo di Gala di Alessandro Avanzini

Premio Scenografia dedicato ad ALFREDO PARDINI
Ex aequo Ai carri di prima categoria Per colpa di chi... di Roberto Vannucci e Per colpa di chi... di Carlo Lombardi

Premio per la Miglior Colonna Sonora dedicato a ICILIO SADUN
Al carro di prima categoria Pranzo di Gala di Alessandro Avanzini.

## Edizione 2009
La 136ª edizione si è tenuta domenica 20, domenica 27 gennaio, domenica 3, martedì 5 e domenica 10 febbraio.
Queste le classifiche delle opere allegoriche in concorso:

### Classifica dei carri di prima categoria
1. Migranti di Alessandro Avanzini
2. Quelli che ben pensano... per gli altri di Gilbert Lebigre e Corinne Roger
3. L'isola misteriosa di Franco Malfatti
4. Il potere logora chi non ce l'ha di Gionata Francesconi
5. E... lecca... lecca... la vacca mangiò il vitello di Alfredo Ricci
6. Vedo, prevedo e stravedo di Massimo Breschi
7. Tributo a Uberto Bonetti: cento anni da ricordare di Uberto e Luigi Bonetti e Luigi Renato Verlanti

F.C. 1909-2009 Cento anni dalla nascita di Emilio Cinquini
F.C. Un Carnevale da incorniciare di Enrico Vannucci
F.C. Se io fossi di Roberto Vannucci
F.C. Se io fossi di Carlo Lombardi

### Classifica dei carri di seconda categoria
1. Il cannibale di Umberto e Stefano Cinquini
2. Porta a porta di Luciano Tomei
3. Dalla padella alla brace di Eleonora Francioni
4. Come me la godo di Jacopo Allegrucci

### Classifica delle mascherate in gruppo
1. Acqua in bocca di Antonio Mastromarino
2. Viareggio in maschera: Omaggio a Uberto Bonetti di Marzia Etna
3. Mascheriamoci di Edoardo Ceragioli
4. The drag queen show for carnival di Alessandro Servetto e Paolo Vincenzo Lazzari
5. Ostregheta... ho sbaglia' canal di Giampiero Ghiselli
6. Olimpiadi under 80 di Mario Neri
7. Lingue, linguine e linguacce di Giorgio Bomberini
8. Movimenti artistici di Roberto De Leo
9. Ma che sistema è? di Adolfo Milazzo

### Classifica delle maschere isolate
1. S...profondo rosso di Luca Bertozzi
2. La Faraona di Rodolfo Mazzone
3. Il Commissario Monte... Albano di Andrea e Franco Pucci
4. Barak e Barakka rotta di Floriano Marchi
5. Sotto coperta di Valentina Galli
6. La cacciatrice di lucciole di Andrea De Angeli
7. La stele di Brunetta di Lorenzo e Mario Maffei
8. Un maglione nuovo nuovo di Ilario Pescaglini
9. Asino chi legge di Michele Cinquini e Silvia Cirri
10. Pranzo di Carnevale di Giacomo Marsili
11. La gatta persiana di Alessandro Romagnani
12. Riso freddo di Davide Servetto
13. L'insegnante unico di Luca Imberti

### Classifica dei carri rionali
1. La quaresima del Rione Darsena
2. All'improvviso dal vento rapiti del Rione Vecchia Viareggio
3. Finalmente Burlamacco sposa Ondina del Rione Marco Polo

### Premi speciali
Premio Fantasia dedicato a SERGIO BARONI
Al carro di prima categoria L'isola misteriosa di Franco Malfatti

Premio Colore dedicato ad ANTONIO D'ARLIANO
Ex aequo Al carro di prima categoria Migranti di Alessandro Avanzini e alla mascherata in gruppo Acqua in bocca di Antonio Mastromarino

Premio Modellatura dedicato ad ALFREDO MORESCALCHI
Alla maschera isolata S...profondo rosso di Luca Bertozzi

Premio Allegoria dedicato a SILVANO AVANZINI
Al carro di prima categoria Quelli che ben pensano... per gli altri di Lebigre e Roger

Premio Scenografia dedicato ad ALFREDO PARDINI
Al carro di prima categoria Quelli che ben pensano... per gli altri di Lebigre e Roger

Premio della Critica dedicato a GIOVANNI LAZZERINI
Al carro di prima categoria Migranti di Alessandro Avanzini

Premio per la Miglior Colonna Sonora dedicato a ICILIO SADUN
Al carro di seconda categoria Dalla padella alla brace di Eleonora Francioni.

## Edizione 2010
La 137ª edizione si è tenuta domenica 31 gennaio, domenica 7, domenica 14, martedì 16 e domenica 21 febbraio.
Queste le classifiche delle opere allegoriche in concorso:

### Classifica dei carri di prima categoria
1. Una sola madre: la terra di Roberto Vannucci
2. La danza del drago di Uberto e Luigi Bonetti e Luigi Renato Verlanti
3. Padroni a casa nostra! Soluzione finale di Gilbert Lebigre e Corinne Roger
4. Alfabeto apocalittico di Alessandro Avanzini
5. Viareggio nel cuore di Fabrizio Galli
6. Metti in moto l'allegria di Carlo Lombardi
7. L'amore rubato di Massimo Breschi
8. Machinarium di Franco Malfatti
9. Silvio mani di forbice di Simone Politi e Priscilla Borri
10. Paesaggio... la città del Carnevale di Alfredo Ricci
11. Thriller Party di Gionata Francesconi

### Classifica dei carri di seconda categoria
1. Far finta di essere sani... di Umberto e Stefano Cinquini
2. Notre... Dame l'Italie di Luciano Tomei
3. Nel Paese delle Meraviglie di Emilio Cinquini
4. Economica Follia di Jacopo Allegrucci
5. Scacciapensieri di Eleonora Francioni
6. Attenti al (Papi) Pupo! di Enrico Vannucci

### Classifica delle mascherate in gruppo
1. Vivere per ridere di Giovanni e Libero Maggini
2. Corsa alla Ripresa! di Adolfo Milazzo
3. L'Harem di Giampiero Ghiselli
4. Al di là delle nuvole di Edoardo Ceragioli
5. Trotta trotta Trottalemme di Giorgio Bomberini
6. Fish&Plastic di Roberto De Leo
7. Moira e i suoi elefanti di Marzia Etna
8. Personaggi degni di nota di Michele Canova
9. The magic world for the carnival di Alessandro Servetto
10. Campominato di Antonio Mastromarino
11. C'era una volta il Re Leone di Mario Neri

### Classifica delle maschere isolate
1. Il cameraman di Luca Bertozzi
2. Basta un poco di... Zucchero di Andrea e Franco Pucci
3. Ma che fico! di Michele Cinquini e Silvia Cirri
4. Il Casa-nova delle Libertà di Andrea De Angeli
5. La Febbre suina ovvero effetti collaterali di Valentina Galli
6. Il Ba'o solitario di Rodolfo Mazzone
7. Il viso-ne americano di Davide Servetto
8. Se son bello mi tirano i Di Pietro di Floriano Marchi
9. L'ora legale di Raul Bertone

### Classifica dei carri rionali
1. Diamo luce alla città... non prendiamo lucciole per lanterne del Rione Marco Polo
2. Gran galà dei quarant'anni del Rione Darsena
3. Omaggio a Franco Signorini del Rione Vecchia Viareggio
4. Te lo do io il vaccino del Gruppo Terminetto

### Premi speciali
Premio Fantasia dedicato a SERGIO BARONI
Al carro di prima categoria Paesaggio... la città del Carnevale di Alfredo Ricci

Premio Colore dedicato ad ANTONIO D'ARLIANO
Ex aequo Ai carri di prima categoria Viareggio nel cuore di Fabrizio Galli e La danza del drago di Uberto e Luigi Bonetti e Luigi Renato Verlanti

Premio Modellatura dedicato ad ALFREDO MORESCALCHI
Ex aequo Al carro di seconda categoria Notre... Dame l'Italie di Luciano Tomei e alla maschera isolata Il cameraman di Luca Bertozzi

Premio Allegoria dedicato a SILVANO AVANZINI
Al carro di seconda categoria Economica follia di Jacopo Allegrucci

Premio Scenografia dedicato ad ALFREDO PARDINI
Al carro di seconda categoria Far finta di essere sani... di Umberto e Stefano Cinquini

Premio della Critica dedicato a GIOVANNI LAZZERINI
Al carro di prima categoria Viareggio nel cuore di Fabrizio Galli

Premio per la Miglior Colonna Sonora dedicato a ICILIO SADUN
Al carro di seconda categoria Padroni a casa nostra! Soluzione finale di Gilbert Lebigre e Corinne Roger.

## Edizione 2011
La 138ª edizione si è tenuta domenica 20, domenica 27 febbraio, domenica 6, martedì 8 e domenica 20 marzo.
Queste le classifiche delle opere allegoriche in concorso:

### Classifica dei carri di prima categoria
1. ReXpubblica di Alessandro Avanzini
2. Barack-adabra e il Grande Circo delle Pulci di Massimo Breschi
3. I viaggiatori dello Spazio di Uberto e Luigi Bonetti
4. Shosholoza di Roberto Vannucci
5. Trilogia della ruggine epilogo: viaruggine, l'antiruggine autosbloccante Gilbert Lebigre e Corinne Roger
6. Embrioni Chimera di Fabrizio Galli
7. Abissi di Franco Malfatti
8. La Mattanza di Carlo Lombardi
9. Non essere sgomento... se la legge va a rilento di Alfredo Ricci
10. Urla selvagge di Gionata Francesconi
11. Acqua, l'oro blu di Simone Politi e Priscilla Borri

### Classifica dei carri di seconda categoria
1. La Bestia di Umberto e Stefano Cinquini
2. L'Erba di casa mia di Jacopo Allegrucci
3. Sogno d'amore di Eleonora Francioni
4. Razze in via d'estinzione di Enrico Vannucci
5. Così gira il mondo di Luciano Tomei
6. Homo... quo vadis? di Emilio Cinquini

### Classifica delle mascherate in gruppo
1. La cieca Umanità di Edoardo Ceragioli
2. Dopo Carosello tutti a letto di Giovanni Maggini
3. L'armata Brancaleone di Giampiero Ghiselli
4. Sono polli questi romani di Alessandro Servetto
5. Deficients and Dragons for Carnival di Giorgio Bomberini
6. Notizia al volo di Adolfo Milazzo
7. Chi non piange non puppa di Antonio Mastromarino
8. Un veglione particolare di una notte di Carnevale di Mario Neri
9. Baubeach di Michele Canova
10. Ogni favola è un gioco di Marzia Etna
11. La notturna Jazz Band di Roberto De Leo e Vania Fornaciari

### Classifica delle maschere isolate
1. La Spedizione dei Mille di Luca Bertozzi
2. Italia a P...randelli di Michele Cinquini e Silvia Cirri
3. Arenato Zero di Andrea e Franco Pucci
4. Berlusque...oni di Davide Servetto
5. Crisi sì? Crisi no? di Valentina Galli
6. Marmellata di mora di Rodolfo Mazzone
7. Ex aequo Che Svendola di Floriano Marchi e Fiato sul collo di Raul Bertone
8. Non assegnato

### Classifica dei carri rionali
1. L'ira per l'Euro del Rione Marco Polo
2. Questa è musica... delafia che banda del Rione Darsena
3. Fate e folletti festeggiano la magia del Rione Vecchia Viareggio
4. Ballo in maschera del Rione Migliarina

### Premi speciali
Premio Fantasia dedicato a SERGIO BARONI
Al carro di prima categoria I viaggiatori dello spazio di Uberto e Luigi Bonetti

Premio Colore dedicato ad ANTONIO D'ARLIANO
Al carro di prima categoria Embrioni Chimera di Fabrizio Galli

Premio Modellatura dedicato ad ALFREDO MORESCALCHI
Ex aequo Ai carri di prima categoria ReXpubblica di Alessandro Avanzini ed Embrioni Chimera di Fabrizio Galli

Premio Allegoria dedicato a SILVANO AVANZINI
Ex aequo Ai carri di prima categoria ReXpubblica di Alessandro Avanzini ed Barack-adabra e il grande circo delle pulci di Massimo Breschi

Premio Scenografia dedicato ad ALFREDO PARDINI
Al carro di prima categoria ReXpubblica di Alessandro Avanzini

Premio della Critica dedicato a GIOVANNI LAZZERINI
Al carro di prima categoria ReXpubblica di Alessandro Avanzini

Premio per la Miglior Colonna Sonora dedicato a ICILIO SADUN
Al carro di prima categoria ReXpubblica di Alessandro Avanzini.

## Edizione 2012
La 139ª edizione si è tenuta domenica 5, domenica 12, domenica 19, martedì 21, domenica 26 febbraio, sabato 3 e domenica 4 marzo.
Queste le classifiche delle opere allegoriche in concorso:

### Classifica dei carri di prima categoria
1. Santo subito di Gilbert Lebigre e Corinne Roger
2. Grandeur di Priscilla Borri e Simone Politi
3. In questo mondo contempliamo i fiori sotto l'inferno di Alessandro Avanzini
4. Phoenix di Uberto e Luigi Bonetti
5. 2012. Un solo futuro: il passato di Massimo Breschi
6. Scacco matto di Carlo Lombardi
7. Il Fantasma dell'Opera di Gionata Francesconi
8. Non ti curar di loro, ma guarda e passa di Roberto Vannucci
9. Lasciate ogni speranza, o voi che entrate all'Agenzia di Alfredo Ricci
10. Ma dov'è questa crisi di Fabrizio Galli
11. Rabbia di Franco Malfatti

### Classifica dei carri di seconda categoria
1. Garibaldi fu ferito di Umberto e Stefano Cinquini
2. Ibernati di Luciano Tomei
3. Lo Stratega (La Politica dello Struzzo) di Jacopo Allegrucci
4. Vieni, vieni con me! di Emilio Cinquini
5. Cervelli in fuga (saluti e baci) di Eleonora Francioni
6. Non è questo... il mondo che vorrei di Enrico Vannucci

### Classifica delle mascherate in gruppo
1. Trenitalia di Marzia Etna
2. Volta la Carta di Edoardo Ceragioli
3. Donne di Giampiero Ghiselli
4. Burle d'autore di Roberto De Leo
5. Imagine di Libero Maggini
6. Quattro passi nel bosco di Giorgio Bomberini
7. Un sacco di... speranze di Adolfo Milazzo
8. L'isola dei formosi di Michele Canova
9. Slot machine di Antonio Mastromarino
10. Un soldino a pro del Carnevale di Mario Neri

### Classifica delle maschere isolate
1. Angelì e Demoni di Luca Bertozzi
2. 2012 - LAPOcalisse di Andrea e Franco Pucci
3. Il vampiro di Rodolfo Mazzone
4. Le manovre di Tremonti di Valentina Galli
5. Facebook Revolution di Michele Cinquini e Silvia Cirri
6. Vuoi rottamare? Da Renzi devi andare Floriano Marchi
7. Pan...demonio Davide Servetto

### Premi speciali
Premio Fantasia dedicato a SERGIO BARONI
Al carro di seconda categoria Lo stratega (La politica dello struzzo) di Jacopo Allegrucci

Premio Colore dedicato ad ANTONIO D'ARLIANO
Al carro di prima categoria Phoenix di Uberto e Luigi Bonetti

Premio Modellatura dedicato ad ALFREDO MORESCALCHI
Al carro di prima categoria Grandeur di Priscilla Borri e Simone Politi

Premio Allegoria dedicato a SILVANO AVANZINI
Al carro di prima categoria Santo subito di Gilbert Lebigre e Corinne Roger

Premio Scenografia dedicato ad ALFREDO PARDINI
Al carro di prima categoria In questo mondo contempliamo i fiori sotto l'inferno di Alessandro Avanzini

Premio per la Miglior Colonna Sonora dedicato a ICILIO SADUN
Al brano Araba Fenice, testo di Lorenzo Biagini e Andrea De Nisco, musica di Andrea Paci e Lorenzo Biagini, interpreti: Andrea De Nisco e Lorenzo Biagini, abbinato al carro di prima categoria Phoenix di Uberto e Luigi Bonetti.

## Edizione 2013
La 140ª edizione si è tenuta domenica 3, domenica 10, martedì 12, domenica 17 febbraio e domenica 3 marzo.
Queste le classifiche delle opere allegoriche in concorso:

### Classifica dei carri di prima categoria
1. Minotauro di Alessandro Avanzini
2. Potere in maschera di Uberto e Luigi Bonetti
3. Le nozze coi fichi secchi di Massimo Breschi
4. Fuck Austerity Jazz Band di Gilbert Lebigre e Corinne Roger
5. La guerra dei poveri di Umberto e Stefano Cinquini
6. Ma il cielo è sempre più blu di Roberto Vannucci
7. Non ti scordar di me di Franco Malfatti
8. Il Pollaio di Carlo Lombardi

F.C. Nicaragua, natura e allegria por la vida di Fabrizio Galli

### Classifica dei carri di seconda categoria
1. Aprite le finestre, è primavera di Jacopo Allegrucci
2. Bla bla bla... di Edoardo Ceragioli
3. E io pago! - Satyricon 2013 di Emilio Cinquini
4. Tempo al tempo di Luciano Tomei
5. Mangiapane a Ufo di Alfredo Ricci

F.C. Cartolina da Viareggio di Enrico Vannucci

### Classifica delle mascherate in gruppo
1. Altro giro, altra corsa di Luca Bertozzi
2. All'arrembaggio di Marzia Etna
3. Qualcosa da salvare di Libero Maggini
4. L'Italia che non cresce di Giampiero Ghiselli, progetto di Maria Chiara Franceschini
5. Burlamago nell'anno del Drago di Roberto De Leo e Vania Fornaciari
6. Terra in vista di Adolfo Milazzo
7. Cera una volta di Michele Canova
8. Sexy-Toys - Giocattoli birichini di Giorgio Bomberini

### Classifica delle maschere isolate
1. I tirati dei Caraibi di Andrea Pucci
2. Grana Padania di Michele Cinquini, Silvia Cirri
3. La campagna elettorale di Valentina Galli
4. La pana... pescatrice di Massimiliano e Michelangelo Francesconi
5. Renzi-Stein, la multi creatura di Rodolfo Mazzone
6. I fichi d'India di Francesco La Notte e Giulia Bernardi
7. L'osservatore romano di Daniele Chicca, consulenza artistica di Giovanni Maggini
8. Pescìatore di Gabriele Libero Balderi
9. La trappolona di Floriano Marchi

### Premi speciali
Premio Fantasia dedicato a SERGIO BARONI
Al carro di seconda categoria Aprite le finestre, è primavera di Jacopo Allegrucci

Premio Colore dedicato ad ANTONIO D'ARLIANO
Al carro di prima categoria Potere in maschera di Uberto e Luigi Bonetti

Premio Modellatura dedicato ad ALFREDO MORESCALCHI
Alla mascherata in gruppo Altro giro, altra corsa di Luca Bertozzi

Premio Allegoria dedicato a SILVANO AVANZINI
Al carro di seconda categoria Bla bla bla... di Edoardo Ceragioli

Premio Scenografia dedicato ad ALFREDO PARDINI
Al carro di seconda categoria Aprite le finestre, è primavera di Jacopo Allegrucci

Premio della Critica dedicato a GIOVANNI LAZZARINI
Al carro di prima categoria Minotauro di Alessandro Avanzini

Premio per la Miglior Colonna Sonora dedicato a ICILIO SADUN
Ex aequo a tutte le costruzioni in concorso.

## Edizione 2014

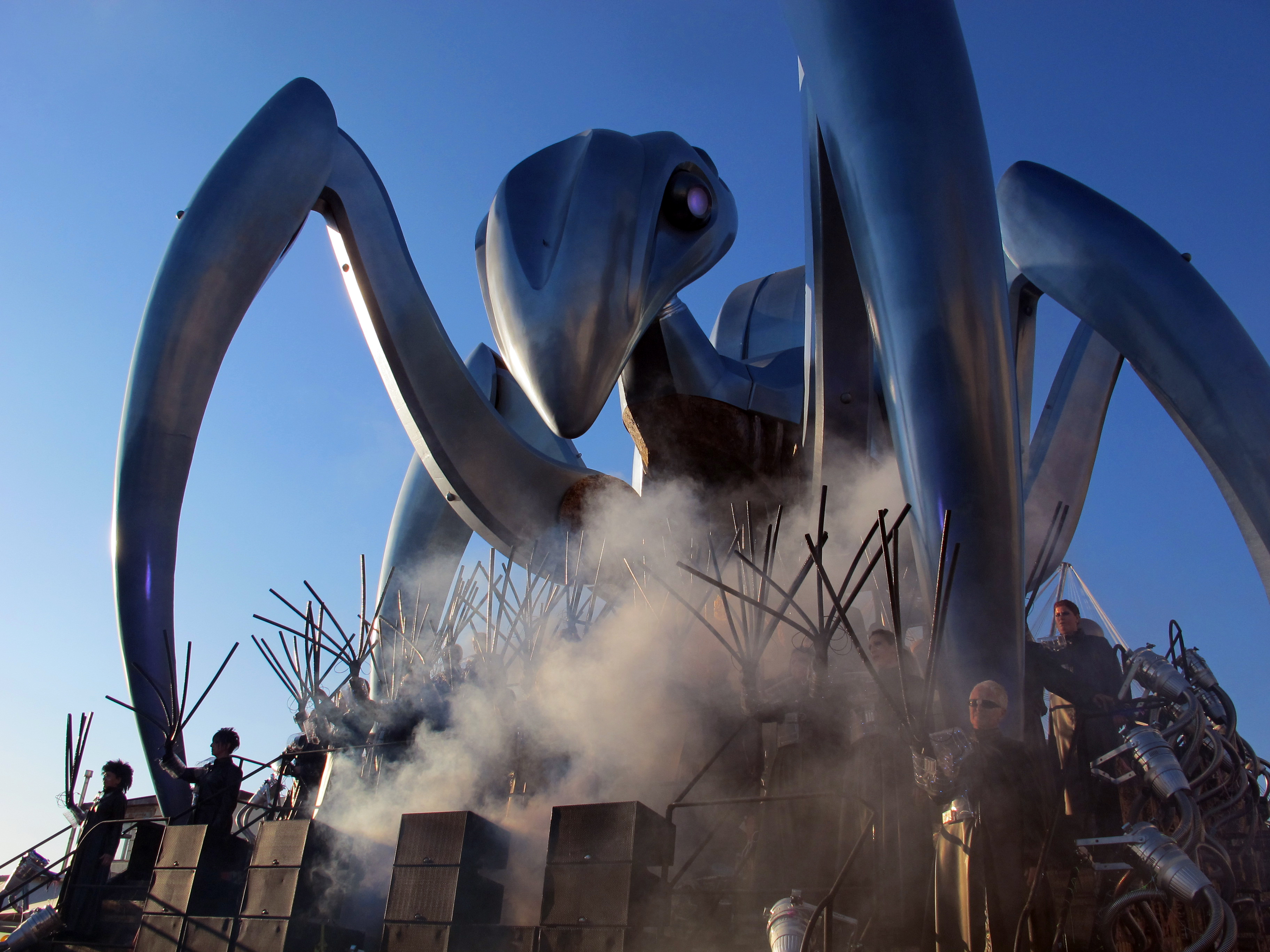
Il carro di prima categoria La rete, vincitore dell'edizione 2014.

La 141ª edizione si è tenuta domenica 16, domenica 23 febbraio, domenica 2, martedì 4 e domenica 9 marzo.
Queste le classifiche delle opere allegoriche in concorso:

### Classifica dei carri di prima categoria
1. La Rete di Alessandro Avanzini
2. Hysteria, Italia in ultima analisi di Gilbert Lebigre e Corinne Roger
3. Revolution di Umberto e Stefano Cinquini
4. Non entrare in quel Portale di Fabrizio Galli
5. La Penisola sommersa di Uberto e Luigi Bonetti
6. Un carro... armato d'allegria di Massimo Breschi
7. Il Ladro di Sogni di Priscilla Borri e Simone Politi
8. Figli di un dio minore di Roberto Vannucci
9. L'Acchiappasogni di Franco Malfatti
10. Voodoo di Carlo Lombardi

### Classifica dei carri di seconda categoria
1. Scherzo di Carnevale? di Jacopo Allegrucci
2. Ultima spiaggia di Edoardo Ceragioli
3. Persi tra le nuvole di Luciano Tomei
4. L'ultimo immortale di Emilio Cinquini
5. Ride bene chi ride ultimo di Gionata Francesconi e Giacomo Marsili

### Classifica delle mascherate in gruppo
1. Se ci credi... Auguri di Luca Bertozzi
2. Ma che palloni gonfiati di Marzia Etna
3. Noi non pettiniamo le bambole di Libero Maggini
4. Il Signor G. - Omaggio a Giorgio Gaber di Roberto De Leo
5. Voli pindarici di Giorgio Bomberini
6. Ex aequo Senza parole di Adolfo Milazzo e Italia a rotoli di Enrico Vannucci
7. Non assegnato
8. Maschere ancestrali di Giampiero Ghiselli
9. Legittime aspirazioni di Michele Canova

### Classifica delle maschere isolate
1. Don Matteo Renzi di Andrea e Franco Pucci
2. La Calla...s di Devis Serra e Pesto alla genovese di Michelangelo Francesconi
3. Non assegnato
4. Lo Renzi... il Magnifico di Daniele Chicca
5. Gli Equilibristi di Gabriele Libero Balderi
6. Letta e... RieLetta di Michele Cinquini e Silvia Cirri
7. The Cooking Show Valentina Galli e Non si vede bene che con il cuore di Associazione H.AR.T
8. Non assegnato
9. La solita Zuppa - Omaggio a George Orwell di Alessandro Albanese e Maschera isolata di Alessandro Vanni
10. Non assegnato

### Premi speciali
Premio Fantasia dedicato a SERGIO BARONI
Al carro di prima categoria Revolution di Umberto e Stefano Cinquini

Premio Colore dedicato ad ANTONIO D'ARLIANO
Al carro di seconda categoria Ride bene chi ride ultimo di Gionata Francesconi e Giacomo Marsili

Premio Modellatura dedicato ad ALFREDO MORESCALCHI
Al carro di prima categoria Hysteria, Italia in ultima analisi di Gilbert Lebigre e Corinne Roger

Premio Allegoria dedicato a SILVANO AVANZINI
Al carro di prima categoria Hysteria, Italia in ultima analisi di Gilbert Lebigre e Corinne Roger

Premio per il Miglior Bozzetto dedicato a GUIDUBALDO FRANCESCONI
Alla mascherata in gruppo Senza parole di Adolfo Milazzo

Premio Scenografia dedicato ad ALFREDO PARDINI
Al carro di prima categoria Non entrare in quel portale di Fabrizio Galli

Premio della Critica dedicato a GIOVANNI LAZZARINI
Ex aequo Alla maschera isolata Don Matteo Renzi di Andrea e Franco Pucci e al carro di prima categoria Hysteria, Italia in ultima analisi di Gilbert Lebigre e Corinne Roger

Premio per la Miglior Colonna Sonora dedicato a ICILIO SADUN e ROBERTA BARTALI
Al brano Carro armato d'allegria, testo di Cinzia Zaccaria, musica di Alessandro Pasquinucci, interpreti: Alessandro Pasquinucci e Sara Lucarini, abbinato al carro di prima categoria Un carro... armato d'allegria di Massimo Breschi.

## Edizione 2015

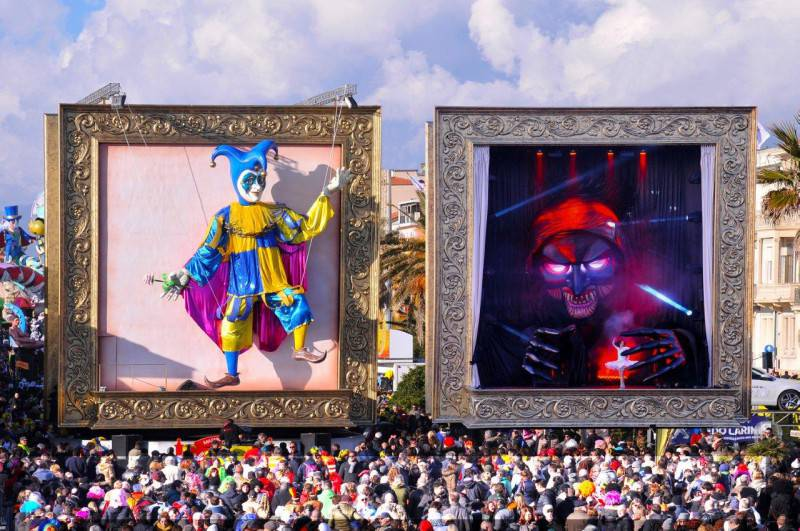
Il carro di prima categoria Quello che non vorrei vedere, vincitore dell'edizione 2015.

La 142ª edizione si è tenuta domenica 1, domenica 8, domenica 15, domenica 22 e sabato 28 febbraio.
Queste le classifiche delle opere allegoriche in concorso:

### Classifica dei carri di prima categoria
1. Quello che non vorrei vedere di Massimo Breschi
2. Il grande freddo di Gilbert Lebigre e Corinne Roger
3. Bella ciao di Rberto Vannucci
4. Mutti - La grande madre di Umberto e Stefano Cinquini
5. Non ci fossiliziamo di Carlo Lombardi
6. Oro bianco di Uberto e Luigi Bonetti
7. Tentazioni di Franco Malfatti
8. Avanti piano quasi indietro di Alessandro Avanzini
9. Reformers di Simone Politi e Priscilla Borri
10. Riempici di gioia di Fabrizio Galli

### Classifica dei carri di seconda categoria
1. E il dolce è servito di Jacopo Allegrucci
2. La grande bellezza di Edoardo Ceragioli
3. Decibel di Luciano Tomei
4. Tentami di Emilio Cinquini

### Classifica delle mascherate in gruppo
1. Padiglione Italia di Luca Bertozzi
2. In punta di matita... trucioli di Carnevale di Roberto De Leo e Vania Fornaciari
3. Carnevale surreale di Enrico Vannucci
4. Rubiamo ai poveri per donare ai ricchi di Libero Maggini
5. Handpuppets di Michele Canova
6. Ex aequo In balia del vento di Marzia Etna e Happy di Giacomo Marsili
7. Non assegnato
8. Che bordello di Giampiero Ghiselli su progetto di Maria Chiara Franceschini
9. A mille ce n'è di giorni da aspettare di Adolfo Milazzo

### Classifica delle maschere isolate
1. Bergoglio e pregiudizio di Michele Cinquini e Silvia Cirri
2. Perdete ogni speranza o voi che entrate di Andrea e Franco Pucciù
3. Mina vagante di Fabrizio Fazzi e Alessandro Pasquinucci
4. Ce la faranno i nostri eroi di Michelangelo Francesconi
5. Luke... io sono tuo padre di Daniele Chicca
6. La mostra permanente di pittura di Rodolfo Mazzone
7. Il residente della repubblica di Silvano Bianchi
8. Tu vo fa Napolitano di Devis Serra
9. Sto domando l'incendio di Massimiliano Marmugi
10. Una piccola impresa di Alessandro e Paolo Vanni

### Premi speciali
Premio Fantasia dedicato a SERGIO BARONI
Al carro di seconda categoria E il dolce è servito di Jacopo Allegrucci

Premio Colore dedicato ad ANTONIO D'ARLIANO
Al carro di prima categoria Oro bianco di Uberto e Luigi Bonetti

Premio Modellatura dedicato ad ALFREDO MORESCALCHI
Alla mascherata in gruppo Padiglione Italia di Luca Bertozzi

Premio Allegoria dedicato a SILVANO AVANZINI
Al carro di prima categoria Mutti - La grande madre di Umberto e Stefano Cinquini

Premio per il Miglior Bozzetto dedicato a GUIDUBALDO FRANCESCONI
Al carro di seconda categoria Decibel di Luciano Tomei

Premio Scenografia dedicato ad ALFREDO PARDINI
Al carro di prima categoria Bella ciao di Roberto Vannucci

Premio della Critica dedicato a GIOVANNI LAZZERINI
Al carro di prima categoria Quello che non vorrei vedere di Massimo Breschi

Premio per la Miglior Colonna Sonora dedicato a ICILIO SADUN e ROBERTA BARTALI
Al brano Ola ola ola (tu sei Superman, tu hai venduto Peter Pan), testo e musica di Luca Bassanese, interprete: Luca Bassanese, abbinato al carro di prima categoria Il grande freddo di Lebigre e Roger.

## Edizione 2016
La 143ª edizione si è tenuta domenica 7, domenica 14, domenica 21, domenica 28 febbraio e sabato 5 marzo.
Queste le classifiche delle opere allegoriche in concorso:

### Classifica dei carri di prima categoria
1. Barbarians di Fabrizio Galli
2. Io sono Dio di Umberto e Stefano Cinquini
3. La gabbia di Uberto e Luigi Bonetti
4. Male nostrum di Simone Politi e Priscilla Borri
5. Bilberberg - L'altro volto del potere di Roberto Vannucci
6. Work in progress di Carlo Lombardi
7. Moby Duck - Plastic planet show di Alessandro Avanzini
8. Porca mediocrità - Si salvi chi può di Gilbert Lebigre e Corinne Roger
9. 52 sfumature di colore di Massimo Breschi
10. In te son nato di Franco Malfatti

### Classifica dei carri di seconda categoria
1. L'alchimista e il potere delle illusioni di Jacopo Allegrucci
2. La bacchettona di Edoardo Ceragioli
3. Naviga il mio profilo di Luciano Tomei
4. L'insostenibile leggerezza dell'essere di Emilio Cinquini

### Classifica delle mascherate in gruppo
1. In un paese serio di Luca Bertozzi
2. L'arsenale della apparizioni di Michele Canova
3. Che cosa sono le nuvole di Libero Maggini
4. Il mare in una stanza di Roberto De Leo e Vania Fornaciari
5. Nuovi mostri o vecchi parassiati di Marzia Etna
6. Dotti medici e sapienti di Enrico Vannucci
7. Illusionisti di Giampiero Ghiselli su progetto di Maria Chiara Franceschini
8. La commedia dell'arte di Giacomo Marsili
9. Ci stiamo riprendendo di Adolfo Milazzo

### Classifica delle maschere isolate
1. La vedova nera di Silvano Bianchi
2. Sbarco in maschera di Lorenzo Paoli
3. C’è supposta per te di Andrea Pucci
4. La locomotiva tedesca di Devis Serra
5. Ex aequo La magna Grecia di Michelangelo Francesconi e Il resto (dal) Carlino di Rodolfo Mazzone
6. Non assegnato
7. The american dream (Il sogno americano) di Daniele Chicca
8. Santa Romana Spesa di Erica Cerri
9. Expo…rtiamoli di Michele Cinquini e Silvia Cirri
10. Ras-Putin di Alessandro Pasquinucci e i Burlabomber
11. Uccellacci e uccellini di Pierfrancesco Giunti
12. La corsa di Bhillary di Valentina Galli
13. Ecco il còrso mascherato di Alessandro e Paolo Vanni
14. Il ruspante di Beppe Garone
15. Per una pensione completa… onoranze funebri Fornero di Pietro Pulcini
16. Contro Corrente di Michele Deledda

### Premi speciali
Premio Fantasia dedicato a SERGIO BARONI
Alla mascherata in gruppo In un paese serio di Luca Bertozzi

Premio Colore dedicato ad ANTONIO D'ARLIANO
Al carro di seconda categoria L’alchimista e il potere delle illusioni di Jacopo Allegrucci

Premio Modellatura dedicato ad ALFREDO MORESCALCHI
Al carro di prima categoria Barbarians di Fabrizio Galli

Premio Allegoria dedicato a SILVANO AVANZINI
Al carro di prima categoria Moby duck plastic planet show di Alessandro Avanzini

Premio per il Miglior Bozzetto dedicato a GUIDUBALDO FRANCESCONI
Ex aequo al bozzetto del carro di prima categoria Barbarians di Fabrizio Galli e a quello del carro di seconda categoria Naviga il mio profilo di Luciano Tomei

Premio Scenografia dedicato ad ALFREDO PARDINI
Al carro di prima categoria Io sono Dio di Umberto e Stefano Cinquini

Premio Tradizione dedicato a CARLO BOCCO VANNUCCI
Al carro di prima categoria 52 sfumature di Carnevale di Massimo Breschi

Premio della Critica dedicato a GIOVANNI LAZZARINI
Al carro di seconda categoria La bacchettona di Edoardo Ceragioli

Premio per la Miglior Colonna Sonora Originale dedicato a ICILIO SADUN e ROBERTA BARTALI
Al brano La gabbia, testo di Lorenzo Biagini, musica di Daniele Biagini, interprete: Daniele Biagini, abbinato al carro di prima categoria La gabbia di Luigi e Uberto Bonetti.

### Altri premi speciali[55]
Premio Giuseppe Giannini
Ad Alessandro Poggi (Ballarò)

Premio Brunello Romani
A Gianluca Domenici e Claudio Vecoli per il trentennale della canzone "Il samba del viareggino"

Premio Cravache
All'ex presidente della Fondazione Carnevale Elio Tofanelli

Premio Egisto Malfatti
Ad Anna Rosa Petri

Premio Enrico Casani
A Irene Benamor

Premio Francesco Del Carlo
A Frankie e Chris Slann (Isola di Wight)

Premio Alberto Sargentini
Ai trattoristi del Carnevale di Viareggio

Premio speciale Giuria dei Bambini
La speciale giuria dei bambini, composta tra 300 piccoli spettatori dei Corsi Mascherati ha così deciso:
Al carro di prima categoria La gabbia di Uberto e Luigi Bonetti
Ai carri di seconda categoria, a pari merito: La bacchettona di Edoardo Ceragioli e L’alchimista e il potere delle illusioni di Jacopo Allegrucci.

## Edizione 2017
La 144ª edizione si è tenuta domenica 5, domenica 12, sabato 18, domenica 26 e martedì (grasso) 28 febbraio.
Queste le classifiche delle opere allegoriche in concorso:

### Classifica dei carri di prima categoria
1. Frontiere di Alessandro Avanzini
2. Burocrazy - La giungla delle leggi di Lebigre e Roger
3. Chinatown street di Roberto Vannucci
4. Bang bang di Umberto e Stefano Cinquini
5. Boruca - Dietro la maschera di Uberto e Luigi Bonetti
6. Orsa maggiore di Carlo Lombardi
7. Il seme della bellezza di Fabrizio Galli
8. L’immaginario itinerante. Il grande spettacolo della vita di Massimo Breschi
9. Il pianeta X di Franco Malfatti

### Classifica dei carri di seconda categoria
1. Un amore così grande di Jacopo Allegrucci
2. In fondo all'anima di Luciano Tomei
3. Anima bianca di Emilio Cinquini
4. La fabbrica di cioccolato di Edoardo Ceragioli

### Classifica delle mascherate in gruppo
1. Salerno Via-Reggio Calabria - È stato un gioco da ragazzi di Luca Bertozzi
2. La grande migrazione di Michele Canova
3. L'ultimo samurai. La lega dei Mangiamorte di Giacomo Marsili
4. Non ci spaventiamo di Adolfo Milazzo
5. E il naufragar m'è dolce in questo mar... I Sincronet di Marzia Etna
6. L'amor che move il sole e l'altre stelle di Giampiero Ghiselli, progetto di Maria Chiara Franceschini
7. Il libro apre la mente di Roberto De Leo e Vania Fornaciari
8. Questa sera varietà di Libero Maggini
9. I sette vizi capitali di Enrico Vannucci

### Classifica delle maschere isolate
1. Terrore senza frontiere di Silvano Bianchi
2. L'organico parlamentare di Michelangelo Francesconi
3. L'extracomunitaria (God save the Queen) di Daniele Chicca
4. Il Che guePapa Alessandro e Paolo Vanni
5. The political ghostbusters di Devis Serra
6. La Camera dei deputati - Riforme in corso di Lorenzo Paoli
7. Il grande bluff: giochiamoci il mondo di Pietro Pulcini
8. Lo s...trump...alato di Rodolfo Mazzone
9. Mad Donald Trump di Michele Cinquini e Silvia Cirri
10. Teatrino all'italiana di Giuseppe (Beppe) Garone
11. Rogna capitale di Erica Cerri
12. Vado al massimo di Andrea Pucci
13. I fiori di giacinto di Pierfrancesco Giunti
14. Ridi Pagliaccio di Michele Deledda
15. La s...coperta - L'incubo è la realtà di Alessandro Pasquinucci

F.C. Uomo Snaturato di Matteo Raciti

### Premi speciali
Premio Fantasia dedicato a SERGIO BARONI
Alla maschera isolata Il Che guePapa di Alessandro e Paolo Vanni

Premio Colore dedicato ad ANTONIO D'ARLIANO
Alla mascherata in gruppo Salerno Via-Reggio Calabria - È stato un gioco da ragazzi di Luca Bertozzi

Premio Modellatura dedicato ad ALFREDO MORESCALCHI
Al carro di prima categoria Frontiere di Alessandro Avanzini

Premio Allegoria dedicato a SILVANO AVANZINI
Al carro di prima categoria Boruca - Dietro la maschera di Uberto e Luigi Bonetti

Premio per il Miglior Bozzetto dedicato a GUIDUBALDO FRANCESCONI
Al carro di prima categoria Burocrazy - La giungla delle leggi di Lebigre e Roger

Premio Scenografia dedicato ad ALFREDO PARDINI
Al carro di prima categoria Il seme della bellezza di Fabrizio Galli

Premio della Critica dedicato a GIOVANNI LAZZARINI
Al carro di prima categoria Bang Bang di Umberto e Stefano Cinquini

Premio Tradizione dedicato a CARLO "BOCCO" VANNUCCI
Al carro di seconda categoria In fondo all'anima di Luciano Tomei

Premio Miglior Colonna Sonora Originale dedicato a ICILIO SADUN e ROBERTA BARTALI
Al brano L'utopista, testo di Simone Simonini. musica di Daniele Biagini, Interprete: Daniele Biagini, abbinato alla mascherata in gruppo Salerno Via-Reggio Calabria - È stato un gioco da ragazzi di Luca Bertozzi.

## Edizione 2018

Il carro di prima categoria Papaveri rossi, vincitore dell'edizione 2018.

La 145ª edizione si è tenuta il 27 gennaio, domenica 4, domenica 11, martedì 13 e sabato 17 febbraio.
Il manifesto dell'edizione, firmato dall'artista contemporaneo Renato Missaglia, è stato presentato nell'estate del 2017 nella piazza del mercato di Viareggio.
Queste le classifiche delle opere allegoriche in concorso:

### Classifica dei carri di prima categoria
1. Papaveri Rossi di Umberto, Stefano e Michele Cinquini
2. Aspettando Godot di Alessandro Avanzini
3. La pace di cristallo di Fabrizio Galli
4. È come credere alle favole di Jacopo Allegrucci
5. In un mondo che... prigioniero è di Roberto Vannucci
6. Proxima Ventura di Lebigre e Roger
7. No tu no dei Fratelli Breschi
8. Ozio, vizio e vitalizio dei Fratelli Bonetti
9. Fumo negli occhi di Carlo Lombardi

### Classifica dei carri di seconda categoria
1. Satisfaction di Luca Bertozzi
2. La mafia non esiste di Edoardo Ceragioli
3. Lo spaventapasseri di Franco Malfatti
4. Io sono io e voi non siete un K… di Luciano Tomei
5. Rifiuti da incubo di Priscilla Borri e Andrea Patalano

### Classifica delle mascherate in gruppo
1. La natura siamo noi di Giampiero Ghiselli e Maria Chiara Franceschini.
2. Il gregge di Marzia Etna
3. Dias de los muertos di Libero Maggini
4. La guerra è un gioco di Silvano Bianchi
5. What about Earth di Roberto De Leo e Vania Fornaciari
6. Danza di Adolfo Milazzo
7. E-Venti di guerra di Michele Canova
8. A che ora è la fine del mondo? di Emilio Cinquini
9. Veleno di Giacomo Marsili

### Classifica delle mascherate isolate
1. Al cospetto del sig. Ego di Matteo Raciti
2. Fantozzi (non) va in pensione di Daniele Chicca
3. Ex aequo Mano d’opera di Gabriele Libero Balderi e Bomba libera tutti di Stefano Di Giusto
4. Non assegnato
5. Ex aequo La zecca dello stato di Andrea Giulio Ciaramitaro e La drag Queen di Rodolfo Mazzone
6. Non assegnato
7. Federico Fel(L)ini di Devis Serra
8. Il buono, il brutto e il cattivo di Michelangelo Francesconi
9. L’Italia è cosa nostra di Lorenzo Paoli

### Premi speciali
Premio Fantasia dedicato a SERGIO BARONI
Al carro di prima categoria È come credere alle favole di Jacopo Allegrucci

Premio Colore dedicato ad ANTONIO D'ARLIANO
Al carro di prima categoria Papaveri rossi di Umberto, Stefano e Michele Cinquini

Premio Modellatura dedicato ad ALFREDO MORESCALCHI
Al carro di seconda categoria Satisfaction di Luca Bertozzi

Premio Allegoria dedicato a SILVANO AVANZINI
Ex aequo alla maschera isolata La zecca dello stato di Andrea Giulio Ciaramitaro e alla maschera isolata Il buono, il brutto, il cattivo di Michelangelo Francesconi

Premio per il Miglior Bozzetto dedicato a GUIDUBALDO FRANCESCONI
Al bozzetto del carro di prima categoria Proxima ventura di Lebigre e Roger

Premio Scenografia dedicato ad ALFREDO PARDINI
Al carro di prima categoria Papaveri rossi di Umberto, Stefano e Michele Cinquini

Premio della Critica dedicato a GIOVANNI LAZZERINI
Ex aequo al carro di prima categoria In un mondo che… prigioniero è di Roberto Vannucci e al carro di seconda categoria La mafia non esiste di Edoardo Ceragioli

Premio Tradizione dedicato a CARLO BOCCO VANNUCCI
Al carro di prima categoria La pace di cristallo di Fabrizio Galli.

Premio per l'opera più brillante dedicato a EROS CANOVA
Al carro di seconda categoria Satisfaction di Luca Bertozzi

Premio per la Miglior Colonna Sonora Originale dedicato a ICILIO SADUN e ROBERTA BARTALI
Al brano Credere alle favole (Like a mouse), testo e musica di Massimo Domenici, interprete: Massimo Domenici. Abbinato al carro di prima categoria È come credere alle favole di Jacopo Allegrucci

Premio speciale per l'innovazione
Al carro di prima categoria È come credere alle favole di Jacopo Allegrucci.

## Edizione 2019

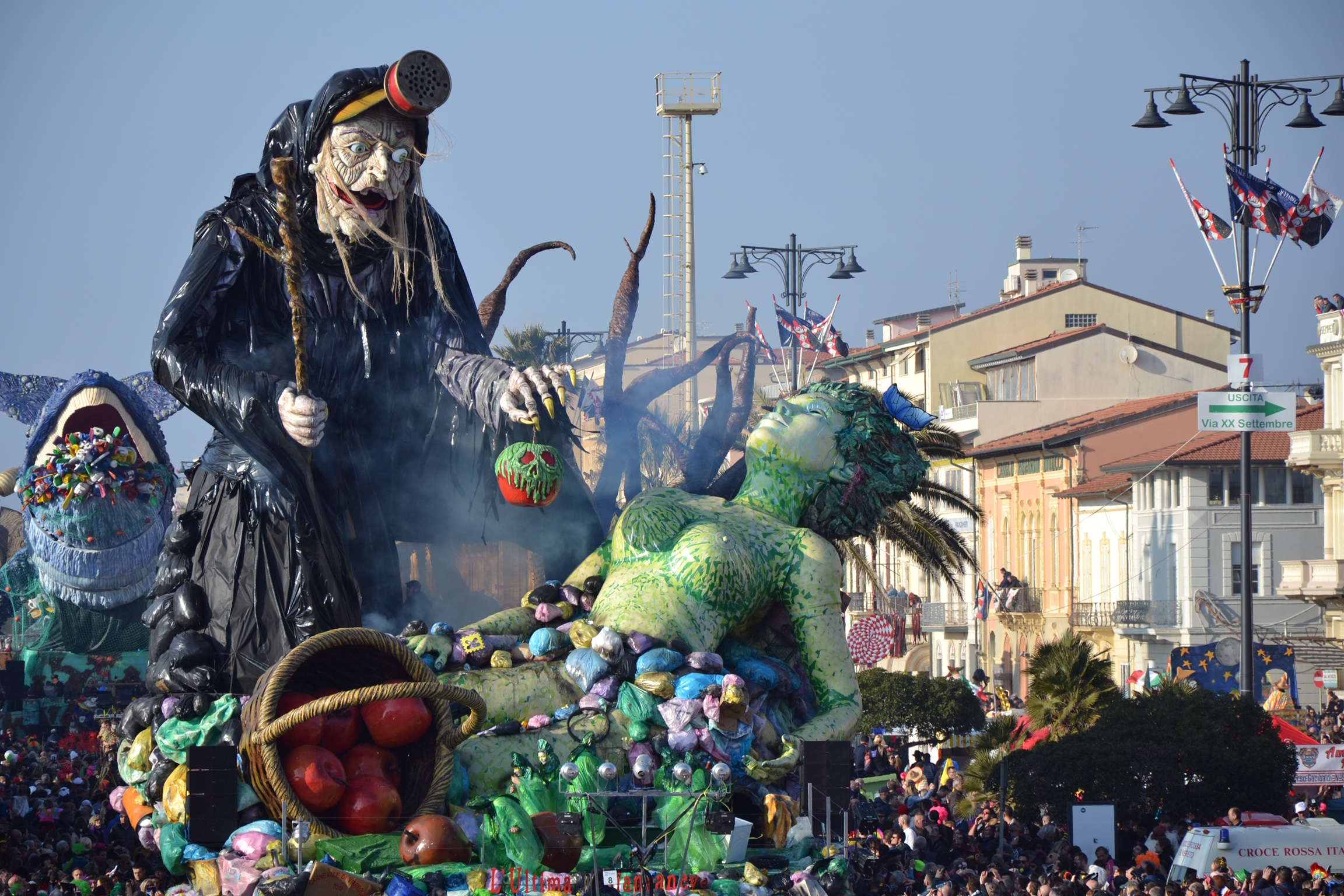
Il carro di prima categoria L'ultima Biancaneve, vincitore dell'edizione 2019.

La 146ª edizione è stata dedicata al mondo femminile, tema principale di molte costruzioni in tutte le categorie. Si è tenuta il sabato 9, domenica 17, sabato 23 febbraio,  il domenica 3, e martedì (grasso) 5 marzo.
Il manifesto è stato realizzato dall'artista Nicoletta Poli.
Queste le classifiche delle opere allegoriche in concorso:

### Classifica dei carri di prima categoria
1. L'ultima Biancaneve di Jacopo Allegrucci
2. Adelante di Lebigre e Roger
3. Alta marea di Roberto Vannucci
4. Branco dei fratelli Breschi
5. Per chi suona la campana di Carlo Lombardi
6. Il Pa-Drone di Fabrizio Galli
7. Medea di Alessandro Avanzini
8. La teoria del Kaos di Umberto, Stefano e Michele Cinquini
9. L'inganno della sirena di Luigi Bonetti

### Classifica dei carri di seconda categoria
1. Freedom di Priscilla Borri e Antonino Croci
2. Prigioni di Luciano Tomei
3. Moon Dream di Luca Bertozzi
4. La zattera di Franco Malfatti
5. The winner is... (chi vince non sa cosa si perde) di Edoardo Ceragioli

### Classifica delle mascherate di gruppo
1. Un cane andaluso di Libero Maggini
2. Wanyama di Michele Canova
3. Ex aequo L'uomo ha inventato la bomba atomica, ma nessun topo al mondo costruirebbe una trappola per topi di Silvano Bianchi e Diamoci un Taglio di Marzia Etna
4. Non assegnato
5. Prendi la maschera, vieni a Viareggio di Giacomo Marsili
6. M'ama? Non m'ama di Giampiero Ghiselli e Maria Chiara Franceschini
7. Signori si nasce, poveri si diventa di Adolfo Milazzo
8. A ciascuno il suo di Emilio Cinquini
9. Semplicemente donna di Roberto De Leo e Vania Fornaciari

### Classifica delle mascherate isolate
1. Lampmedusa di Stefano Di Giusto
2. Bel paese volo via di Matteo Raciti
3. Il sonno della ragione genera mostri di Andrea Giulio Ciaramitaro
4. Sono tornato di Michelangelo Francesconi
5. Con-te partirò? di Daniele Chicca
6. Fo Carnival di Davis Serra
7. Inquinamente di Lorenzo Paoli
8. Toro seduto di Rodolfo Mazzone

### Premi speciali
Premio Fantasia dedicato a SERGIO BARONI
Al carro di prima categoria L'inganno della sirena di Luigi Bonetti

Premio Colore dedicato ad ANTONIO D'ARLIANO
Al carro di prima categoria Alta marea di Roberto Vannucci

Premio Modellatura dedicato ad ALFREDO MORESCALCHI
Al carro di seconda categoria Moon Dream di Luca Bertozzi

Premio Allegoria dedicato a SILVANO AVANZINI
Al carro di prima categoria L'ultima Biancaneve di Jacopo Allegrucci

Premio per il Miglior Bozzetto dedicato a GUIDUBALDO FRANCESCONI
Al bozzetto della mascherata in gruppo Signori si nasce, poveri si diventa di Adolfo Milazzo

Premio Scenografia dedicato ad ALFREDO PARDINI
Al carro di prima categoria Adelante di Lebigre e Roger

Premio Tradizione dedicato a CARLO BOCCO VANNUCCI
Al carro di prima categoria Per chi suona la campana di Carlo Lombardi

Premio per la Miglior Colonna Sonora dedicato a ICILIO SADUN e ROBERTA BARTALI
Alla canzone Adelante, testo e musica di Luca Bassanese, interprete: Luca Bassanese, abbinata al carro di prima categoria  Adelante di Lebrige e Roger.

## Edizione 2020

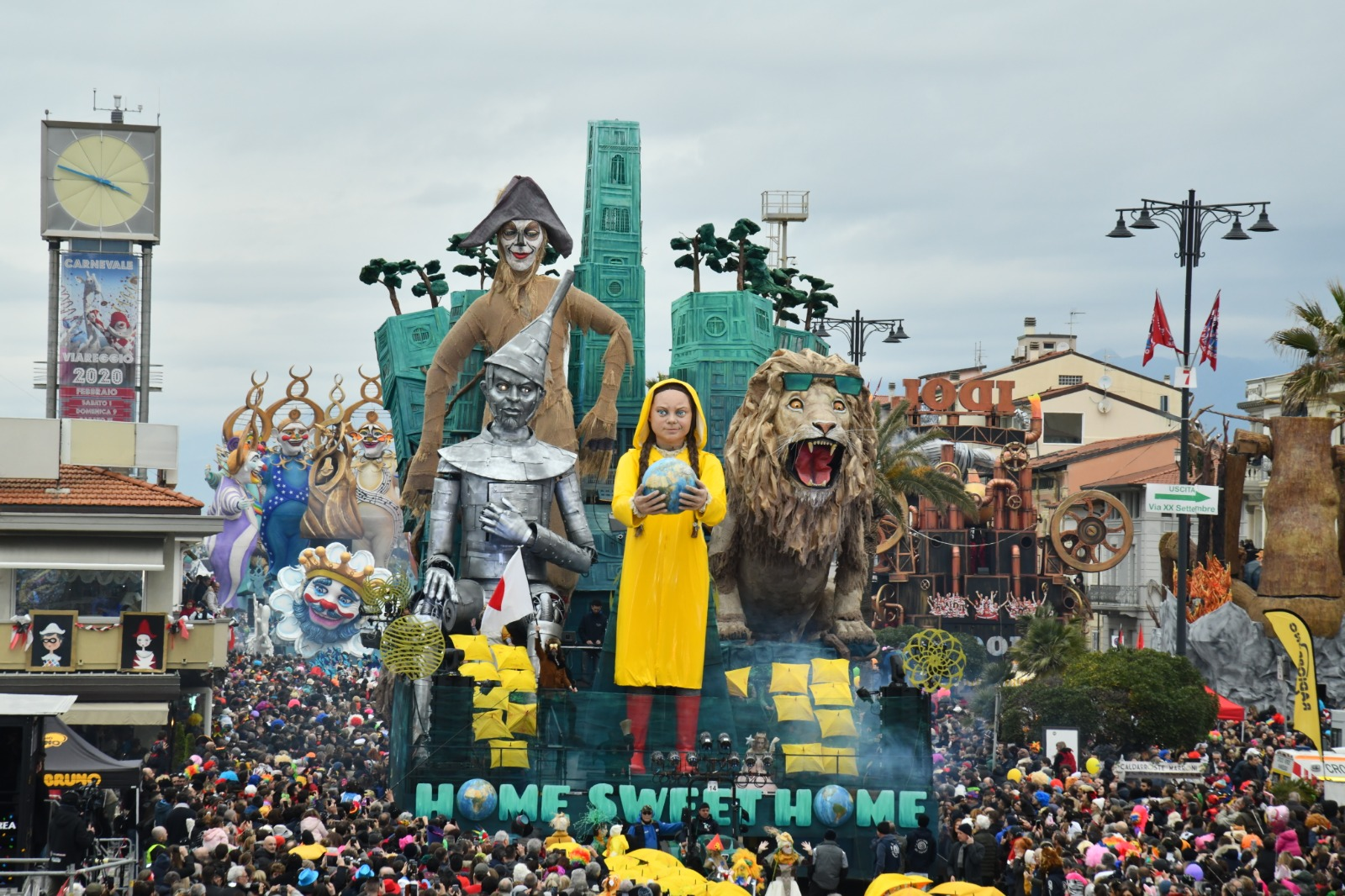
Il carro di prima categoria Home sweet home. Nessun posto è come casa, vincitore dell'edizione 2020.

La 147ª edizione si è tenuta sabato 1, domenica 9, sabato 15, giovedì (grasso) 20, domenica 23 e martedì (grasso) 25 febbraio.
Il manifesto è stato realizzato dall'interior design e architetto Stefano Giovannoni.
Il tema delle manifestazioni collaterali (inserite nel programma "Fuori Corso") è: generazioni.
La manifestazione si svolge regolarmente nonostante proprio in quei giorni l'allarme per il COVID-19 cominci a farsi sentire in tutta Italia. Proprio per questo motivo la festa delle premiazioni, inizialmente prevista per domenica 8 marzo, viene dapprima spostata a Pasquetta e successivamente ulteriormente rinviata all'estate.
Queste le classifiche delle opere allegoriche in concorso:

### Classifica dei carri di prima categoria
1. Home sweet home - Nessun posto è come casa di Lebigre e Roger
2. Robotika - L'intelligenza artificiale di Luigi Bonetti
3. Idol di Umberto, Stefano e Michele Cinquini
4. #NelPaesedelleMeraviglie2.0 di Jacopo Allegrucci
5. Beata ignoranza di Roberto Vannucci
6. Ex aequo Olè - "Aca Hombre" di Carlo Lombardi e Il grande balzo di Alessandro Avanzini
7. Non assegnato
8. Né di Eva, né di Adamo di Massimo e Alessandro Breschi
9. Abbracciami, è Carnevale di Fabrizio Galli

### Classifica dei carri di seconda categoria
1. A caccia di un lieto fine di Luca Bertozzi[61]
2. S’i’ fosse foco di Luciano Tomei
3. Quei gran geni di… di Priscilla Borri e Antonino Croci
4. Giù le mani di Franco Malfatti
5. L’amaro italiano di Edoardo Ceragioli

### Classifica delle mascherate di gruppo
1. La cultura fa paura di Silvano Bianchi
2. Terra promessa di Marzia Etna
3. Alice una fiaba moderna di Roberto De Leo e Vania Fornaciari
4. I signori della notte di Michele Canova
5. Ombre cinesi di Giacomo Marsili
6. 900 di Libero Maggini
7. L’uomo dei sogni di Emilio Cinquini
8. Populist Art di Giampiero Ghiselli e Maria Chiara Franceschini
9. Facce ride di Adolfo Milazzo

### Classifica delle maschere isolate
1. I disagi di Gulliver di Matteo Raciti
2. Qualcuno mi renda l’anima di Michelangelo Francesconi
3. Vince Van Gogh di Lorenzo Paoli
4. Ex aequo Bella di natura di Devis Serra e Sorci verdi di Stefano Di Giusto
5. Non assegnato
6. Per me si va nella città dolente… di Rodolfo Mazzone
7. Un gioco di parole di Andrea Giulio Ciaramitaro

### Premi speciali
Premio Fantasia dedicato a SERGIO BARONI
Alla mascherata in gruppo Ombre cinesi di Giacomo Marsili

Premio Colore dedicato ad ANTONIO D'ARLIANO
Al carro di prima categoria Olè di Carlo Lombardi

Premio Modellatura dedicato ad ALFREDO MORESCALCHI
Al carro di seconda categoria A caccia di un lieto fine di Luca Bertozzi

Premio Allegoria dedicato a SILVANO AVANZINI
Al carro di prima categoria Beata ignoranza di Roberto Vannucci

Premio al miglior bozzetto dedicato a GUIDUBALDO FRANCESCONI
Al bozzetto del carro di prima categoria Robotika - L’intelligenza artificiale di Luigi Bonetti

Premio alla migliore scenografia dedicato ad ALFREDO PARDINI
Al carro di prima categoria Idol di Umberto, Stefano, Michele Cinquini e Silvia Cirri

Premio della critica dedicato a GIOVANNI LAZZERINI
Al carro di prima categoria Home sweet home - Nessun posto è come casa di Lebigre e Roger

Premio Tradizione dedicato a CARLO BOCCO VANNUCCI
Al carro di prima categoria Abbracciami, è Carnevale di Fabrizio Galli

Premio per l’opera più brillante dedicato a EROS CANOVA
Alla maschera isolata I disagi di Gulliver di Matteo Raciti

Premio al movimento più spettacolare dedicato a RENATO VERLANTI
Al carro di prima categoria #NelPaesedelleMeraviglie2.0 di Jacopo Allegrucci

Menzioni speciali per le migliori coreografie
Ai carri di prima categoria Né di Eva, né di Adamo di Massimo e Alessandro Breschi e Il grande balzo di Alessandro Avanzini

Premio Miglior Colonna Sonora Originale dedicato a ICILIO SADUN e ROBERTA BARTALI
Al brano Mare amaro musica di Daniele Biagini, testo di Simone Remedi, canta: Daniele Biagini abbinato al carro di seconda categoria L'amaro italiano di Edoardo Ceragioli

Premio speciale dedicato ad ARNALDO GALLI
A Lebigre e Roger, vincitori del triennio 2018-2020 in prima categoria.

## Edizione 2021
La 148ª edizione si è tenuta sabato 30 gennaio, domenica 7, giovedì (grasso) 11, domenica 14, martedì 16 e sabato 20 febbraio.
Questa edizione del carnevale celebra il 90º compleanno di Burlamacco che apparve per la prima volta nel manifesto ufficiale del Carnevale 1931, insieme ad Ondina.
A causa della pandemia da COVID-19 il programma delle manifestazioni è stato rivoluzionato. E anche l'accesso ai corsi mascherati sarà limitato nella capienza degli spettatori. Il 4 gennaio 2021 la Fondazione annuncia nuove date. Cinque sfilate dei carri allegorici sui Viali a Mare, in programma il 18, 26 settembre, 2, 3 e 9 ottobre, per un “Carnevale Universale”, dedicato a tutte le tradizioni, storie e culture del Carnevale nel mondo. È la prima volta, in quasi 150 anni, che i Corsi Mascherati del Carnevale di Viareggio sono in programma tra la fine dell’estate e l’inizio dell’autunno. Fra le particolarità di questa edizione fortemente influenzata dal COVID, la possibilità di accedere ai corsi mascherati soltanto se muniti del green pass, obbligo esteso anche ai figuranti dei carri.

### I corsi mascherati di settembre e ottobre 2021
Le sfilate dei carri allegorici e delle mascherate si aprono sul Lungomare di Viareggio sabato 18 settembre con il primo Corso Mascherato. Il secondo Corso Mascherato di domenica 26 settembre occasione per celebrare un importante anniversario per il Carnevale di Viareggio: i vent’anni dallo storico trasferimento dei carri dai vecchi hangar di via Marco Polo alla Cittadella, che da quel giorno del 2001 è il luogo dell’arte e della creatività. Super fine settimana di Carnevale sabato 2 e domenica 3 ottobre con due eccezionali sfilate dei carri allegorici. Gran finale sabato 9 ottobre con il quinto Corso Mascherato.

### Il manifesto del Carnevale Universale
Per promuovere il Carnevale Universale è stato realizzato uno speciale manifesto. Si tratta della rielaborazione grafica di quello firmato dall’artista Uberto Bonetti per il Carnevale di Viareggio 1959. In quel manifesto il creatore di Burlamacco e Ondina immaginò un mondo sorridente, pronto a festeggiare a Viareggio. In questa edizione il mondo torna a sorridere per celebrare proprio a Viareggio il “Carnevale Universale”. Una grande festa di rinascita, speranza e soprattutto testimonianza della volontà di sostenere e augurare il ritorno del Carnevale in tutto il mondo. Il manifesto dell’artista Piero Figura per l’edizione invernale 2021 diventa così da collezione.
Queste le classifiche delle opere allegoriche in concorso:

### Classifica dei carri di prima categoria
1. Sotto sotto di Luca Bertozzi
2. Democrisia di Lebigre e Roger
3. Wonderful world di Umberto, Stefano, Michele Cinquini e Silvia Cirri
4. C’era una volta in America di Jacopo Allegrucci
5. Amazzonia di Alessandro Avanzini
6. Artemide: la natura si ribella di Luigi Bonetti
7. Vita di Roberto Vannucci
8. Esci da questo corpo di Fabrizio Galli
9. Si può fare di Luciano Tomei

### Classifica dei carri di seconda categoria
1. Uno, nessuno e centomila di Carlo Lombardi
2. Be the change di Priscilla Borri e Antonino Croci
3. Applausi dei Massimo e Alessandro Breschi
4. Europafest di Marzia Etna e Matteo Lamanuzzi

### Classifica delle mascherate in gruppo
1. Tu sei il mio mondo di Edoardo Ceragioli
2. Senatori a vitae di Stefano Di Giusto
3. Da vicino nessuno è normale di Matteo Raciti
4. Madama Butterfly di Giacomo Marsili
5. Ex aequo La famiglia alternativa di Libero Maggini e Un mondo di plastica di Giampiero Ghiselli e Maria Chiara Franceschini
6. Non assegnato
7. Il diario di Anne di Silvano Bianchi
8. Vola solo chi osa farlo di Roberto De Leo e Vania Fornaciari
9. Gioco di K’Arte a Korte di Michele Canova

### Classifica delle maschere isolate
1. Il potere nascosto di Michelangelo Francesconi
2. Per quei miseri euro di Andrea Scaccianoce
3. Mai Stati Uniti di Andrea Giulio Ciaramitaro
4. Nella gabbia d’oro di Serena Mazzolini
5. Non sto più nella pelle di Susanna Carofiglio
6. The show must go on di Lorenzo Paoli
7. Che bambola! di Alessandro e Paolo Vanni
8. Aladino di Federica Bonetti
9. Baciami ancora di Edoardo Spinetti
10. Che Conte? Di Michele Deledda

## Edizione 2022
La 149ª edizione torna nella sua collocazione naturale da calendario. Dopo il Carnevale straordinario, svoltosi a settembre e ottobre 2021, a causa della pandemia, la programmazione ritorna a febbraio e marzo. I Corsi Mascherati si sono tenuti domenica 20, giovedì (grasso) 24, domenica 27 febbraio, martedì (grasso) 1, sabato 5 e sabato 12 marzo.
Queste le classifiche delle opere allegoriche in concorso:

### Classifica dei carri di prima categoria
1. Il sognatore di Jacopo Allegrucci
2. E quindi uscimmo a riveder le stelle di Umberto, Stefano, Michele Cinquini e Silvia Cirri
3. Reset Si riparte da sottozero… di Lebigre e Roger
4. La festa dei folli di Luca Bertozzi[66]
5. Il futuro…? Un’ipotesi! di Luciano Tomei
6. La formica e la cicala di Luigi Bonetti
7. Manipulation di Roberto Vannucci
8. Dotti, medici e sapienti di Alessandro Avanzini
9. Homogeneity di Fabrizio Galli (bozzetto di Valentina Galli)

### Classifica dei carri di seconda categoria
1. Quinto comandamento di Massimo e Alessandro Breschi
2. La Regina del potere di Marzia Etna e Matteo Lamanuzzi
3. Buffalo Biden di Carlo Lombardi
4. Voglio una vita decovizzata! di Priscilla Borri

### Classifica delle mascherate in gruppo
1. I have a dream di Silvano Bianchi
2. Qui è ora di Matteo Raciti
3. Piazza delle paure di Edoardo Ceragioli
4. In bocca al lupo! di Roberto De Leo e Vania Fornaciari
5. Finale di partita di Giacomo Marsili
6. Vinyago (Maschere) di Michele Canova
7. In carrozza si riparte!! di Giampiero Ghiselli e Maria Chiara Franceschini
8. Perché sei un essere speciale di Libero Maggini
9. ARMercato di Stefano Di Giusto

### Classifica delle maschere isolate
1. È polvere di sole di Michelangelo Francesconi
2. Se ci credi niente è impossibile di Lorenzo Paoli
3. Rise (risorgi) di Edoardo Spinetti
4. To bit or not to bit? di Alessandro Vanni
5. Il tempo non ha età di Federica Bonetti
6. Ex aequo WicCan Do it! di Susanna Carofiglio e Il rogo della satira di Serena Mazzolini
7. Non assegnato
8. Verso l’infinito e oltre di Andrea Scaccianoce
9. CleoPatria di Andrea Giulio Ciaramitaro
10. Battiato Eterni orizzonti di Michele Deledda

### Premi Speciali
Premio Colore dedicato ad ANTONIO D'ARLIANO
Al carro di seconda categoria “Quinto Comandamento” di Massimo e Alessandro Breschi

Premio Modellatura dedicato ad ALFREDO MORESCALCHI
Al carro di prima categoria “La festa dei folli” di Luca Bertozzi

Premio Scenografia dedicato ad ALFREDO PARDINI
Al carro di prima categoria “E quindi uscimmo a riveder le stelle” di Umberto, Stefano, Michele Cinquini e Silvia Cirri

Premio Allegoria dedicato a SILVANO AVANZINI
Ex aequo al carro di seconda categoria “Buffalo Biden” di Carlo Lombardi e alla maschera isolata “Il rogo della satira” di Serena Mazzolini

Premio della critica dedicato a GIOVANNI LAZZARINI
Alla mascherata in gruppo “Piazza delle paure” di Edoardo Ceragioli

Premio Fantasia dedicato a SERGIO BARONI
Al carro di prima categoria “Il sognatore” di Jacopo Allegrucci

Premio miglior bozzetto dedicato a GUIDUBALDO FRANCESCONI
Ex aequo ai bozzetti delle maschere isolate “È polvere di sole” di Michelangelo Francesconi e “Il tempo non ha età” di Federica Bonetti

Premio Tradizione dedicato a CARLO BOCCO VANNUCCI
Al carro di prima categoria “La formica e la cicala” di Luigi Bonetti

Premio all'Opera più brillante dedicato a EROS CANOVA
Alla mascherata in gruppo “I have a dream” di Silvano Bianchi

Premio al movimento più spettacolare dedicato a RENATO VERLANTI
Al carro di prima categoria “Manipulation” di Roberto Vannucci

Premio per la Miglior Colonna Sonora Originale dedicato a ICILIO SADUN e ROBERTA BARTALI
Alla canzone per il carro di prima categoria “Il sognatore” di Jacopo Allegrucci, dal titolo “Il sognatore” di Massimo Domenici e Simone Simonini, interpretata da Massimo Domenici.

## 150º anno del Carnevale di Viareggio - Edizione 2023

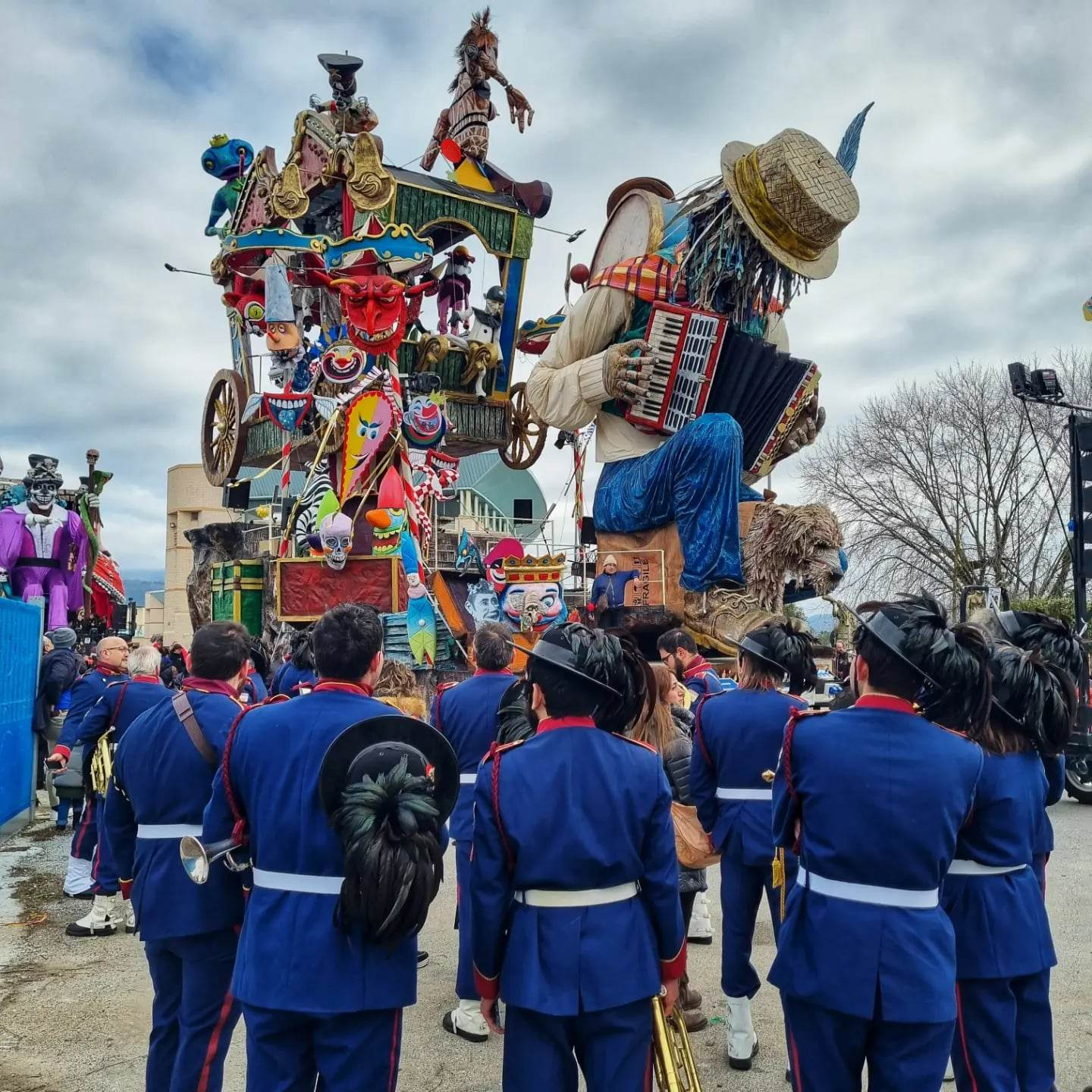
Il carro di prima categoria Una storia fantastica, vincitore dell'edizione 2023.

Nel 2023 è stato celebrato il 150º anno del Carnevale. I Corsi Mascherati si sono svolti nei giorni: sabato 4, domenica 12, giovedì (grasso) 16, domenica 19, martedì (grasso) 21 e sabato 25 febbraio. Il manifesto celebrativo è un'opera di Uberto Bonetti realizzata negli anni Trenta. In occasione dell'anniversario sono state allestite delle mostre d'arte.
Queste le classifiche delle opere allegoriche in concorso: 

### Classifica dei carri di prima categoria
1. Una storia fantastica di Jacopo Allegrucci
2. Evoluzione della specie di Umberto, Stefano, Michele Cinquini e Silvia Cirri
3. Ridi pagliaccio, o l’arte di prendersi seriamente sul serio di Lebigre e Roger
4. Io sono nessuno di Roberto Vannucci
5. Pace armata di Alessandro Avanzini
6. Carneval Divino di Luca Bertozzi
7. Pianeta Terra 2.0 di Fabrizio e Valentina Galli
8. Una macumba per dire basta! di Luigi Bonetti
9. Meraviglioso di Luciano Tomei e Antonino Croci

### Classifica dei carri di seconda categoria
1. Occhio al malocchio...non è vero ma ci credo di Carlo e Lorenzo Lombardi
2. Goodbye blue sky – L’amore vince su tutto di Massimo e Alessandro Breschi
3. Musk attacks! di Priscilla Borri
4. Il lato oscuro di Marzia Etna e Matteo Lamanuzzi

### Classifica delle mascherate in gruppo
1. L’umanità ha perso il filo di Matteo Raciti
2. Finché morte non ci separi di Giacomo Marsili
3. La leggerezza dell’essere di Giampiero Ghiselli e Maria Chiara Franceschini
4. C’era un ragazzo, che come me... di Edoardo Ceragioli
5. Chi vuol esser lieto sia di Silvano Bianchi
6. Reeflettiamo... di Roberto De Leo e Vania Fornaciari
7. Gli anglicani di Libero Maggini
8. Vacche magre di Stefano Di Giusto
9. Sciamani di Michele Canova

### Classifica delle maschere isolate
1. Il padrone della paura di Michelangelo Francesconi
2. Tempo scaduto di Andrea Giulio Ciaramitaro
3. Ex aequo Solo chi sogna può volare di Lorenzo Paoli e Quando sboccerà la pace di Alessandro Vanni
4. Non assegnato
5. Ombre di Andrea Scaccianoce
6. The Rocky Horror Pillon Show di Serena Mazzolini
7. 150 e non sentirli di Susanna Carofiglio
8. I fumetti sono le favole per gli adulti di Edoardo Spinetti
9. Come potrebbe tornare bella, scomparso l’uomo, la Terra di Federica Bonetti
10. Figli della guerra di Michele Deledda

### Premi speciali
Premio Fantasia dedicato a SERGIO BARONI
Ex aequo al carro di seconda categoria Occhio al malocchio… non è vero ma ci credo di Carlo e Lorenzo Lombardi e alla maschera isolata 150 e non sentirli di Susanna Carofiglio

Premio Colore dedicato ad ANTONIO D'ARLIANO
Al carro di prima categoria Io sono nessuno di Roberto Vannucci

Premio Modellatura dedicato ad ALFREDO MORESCALCHI
Al carro di prima categoria Evoluzione della specie di Umberto, Stefano, Michele Cinquini e Silvia Cirri

Premio Allegoria dedicato a SILVANO AVANZINI
Ex aequo al carro di prima categoria Pace armata di Alessandro Avanzini e alla mascherata in gruppo L’umanità ha perso il filo di Matteo Raciti 

Premio Scenografia dedicato ad ALFREDO PARDINI
Al carro di prima categoria Una storia fantastica di Jacopo Allegrucci

Premio della Critica dedicato a GIOVANNI LAZZARINI
Alla mascherata in gruppo Vacche magre di Stefano Di Giusto 

Premio per il Miglior Bozzetto dedicato a GUIDUBALDO FRANCESCONI
Al bozzetto per il carro di seconda categoria Goodbye blue sky - L’amore vince su tutto di Massimo e Alessandro Breschi, realizzato da Marella Sampieri 

Premio Tradizione dedicato a CARLO BOCCO VANNUCCI
Al carro di prima categoria Pianeta Terra 2.0 di Fabrizio e Valentina Galli 

Premio all'opera più brillante dedicato a EROS CANOVA
Ex aequo alle mascherate in gruppo Gli anglicani di Libero Maggini e La leggerezza dell’essere di Giampiero Ghiselli e Maria Chiara Franceschini 

Premio al movimento più spettacolare dedicato a RENATO VERLANTI
Al carro di prima categoria Ridi pagliaccio, o l’arte di prendersi seriamente sul serio di Lebigre e Roger 

Premio per la Migliore Colonna Sonora Originale dedicato a ICILIO SADUN e ROBERTA BARTALI
Al brano Una storia fantastica di Massimo Domenici e Simone Simonini per il carro di prima categoria Una storia fantastica di Jacopo Allegrucci 

Premio al miglior costume dei figuranti dei carri allegorici istituito dalla "Fondazione Carnevale di Viareggio" e dal "Rotary Club Viareggio Versilia"
1º Premio al costume del carro di prima categoria Una macumba per dire basta! di Luigi Bonetti
2º Premio al costume del carro di prima categoria Meraviglioso di Luciano Tomei e Antonino Croci

Premio speciale dedicato ad ARNALDO GALLI
Al costruttore Jacopo Allegrucci, primo nella sommatoria delle graduatorie dei carri di prima categoria de triennio 2021-2023.

## Edizione 2024
La 151ª edizione si è tenuta sabato 3, giovedì (grasso) 8, domenica 11, martedì (grasso) 13, domenica 18 e sabato 24 febbraio. Il manifesto è una rielaborazione grafica di un bozzetto di Lucio Venna conservato presso l'Archivio del Museo del Carnevale, in Cittadella.
Queste le classifiche delle opere allegoriche in concorso: 

### Carri di 1ª categoria
1. Va dove ti porta il cuore di Jacopo Allegrucci
2. Ascolta ragazzo... di Massimo e Alessandro Breschi
3. Bla Bla Bar di Umberto, Stefano, Michele e Jacopo Cinquini
4. Svegl- I.A.! Una storia semifantastica di intelligenza Alternativa di Lebigre e Roger
5. Il profumo delle rose nelle spine di Carlo e Lorenzo Lombardi
6. Più denti!!! di Luca Bertozzi
7. Il circo dei sogni di Alessandro Avanzini
8. È tempo di cambiare di Roberto Vannucci
9. Octopus 5.0: la rivoluzione artificiale di Luigi Bonetti

### Carri di 2ª categoria
1. All you can eat di Matteo Raciti
2. Auguro a tutti un briciolo di follia. Alda Merini di Priscilla Borri
3. L'ira della Kitsune! di Fabrizio e Valentina Galli
4. Magie di carnevale di Luciano Tomei

### Mascherate in gruppo
1. Insieme sotto lo stesso cielo di Silvano Bianchi
2. Camaleontici... l'abilità nel mutare! di Marzia Etna e Matteo Lamanuzzi
3. Il pranzo è servito. Finché c'è guerra c'è speranza di Edoardo Ceragioli
4. Ingresso libero a chi sogna di Vania Fornaciari e Roberto De Leo
5. Lo schiaccianoci di Giacomo Marsili
6. Il volto sincero dell'umanità di Michelangelo Francesconi
7. P.A.C.E. - Popolo armato con entusiasmo di Stefano Di Giusto
8. In equilibrio sopra la follia di Giampiero Ghiselli e Maria Chiara Franceschini

### Maschere isolate
1. Ordinaria Follia di Andrea Giulio Ciaramitaro
2. Un mondo da salvare di Lorenzo Paoli
3. Il piatto piange di Alessandro Vanni
4. La melodia di Edoardo Spinetti
5. Non è poi così blu la sua barba di Simona Francesconi
6. Questione di punti di vista di Sara Culli
7. Il pescatore di sogni di Raffaele Morvillo
8. Generazione Atlante di Alessandro Mattiello

### Premi speciali carnevale di Viareggio 2024
Premio Colore dedicato a ANTONIO D'ARLIANO
Al carro di seconda categoria L’ira della Kitsune! di Fabrizio e Valentina Galli

Premio Modellatura dedicato a ALFREDO MORESCALCHI
Al carro di prima categoria Il circo dei sogni di Alessandro Avanzini

Premio Scenografia dedicato a ALFREDO PARDINI
Al carro di prima categoria Ascolta ragazzo… di Massimo e Alessandro Breschi

Premio Allegoria dedicato a SILVANO AVANZINI
Alla mascherata in gruppo Lo schiaccianoci di Giacomo Marsili

Premio della Critica dedicato a GIOVANNI LAZZARINI
Al carro di prima categoria Il profumo delle rose nelle spine di Carlo e Lorenzo Lombardi

Premio Fantasia dedicato a SERGIO BARONI
Alla mascherata in gruppo Insieme sotto lo stesso cielo di Silvano Bianchi

Premio per il Miglior Bozzetto dedicato a GUIDUBALDO FRANCESCONI
Al bozzetto per il carro di prima categoria Va dove ti porta il cuore di Jacopo Allegrucci

Premio Tradizione dedicato a CARLO BOCCO VANNUCCI
Al carro di seconda categoria All you can eat di Matteo Raciti

Premio all'opera più brillante dedicato a EROS CANOVA
Alla mascherata in gruppo Ingresso libero a chi sogna di Roberto De Leo e Vania Fornaciari

Premio al movimento più spettacolare dedicato a RENATO VERLANTI
Al carro di prima categoria Svegl-I.A. Una storia semifantastica di Intelligenza Alternativa di Lebigre e Roger

Premio per la Miglior Colonna Sonora Originale dedicato a ICILIO SADUN e ROBERTA BARTALI
Al brano Va dove ti porta il cuore di Massimo Domenici e Simone Simonini per il carro di prima categoria Va dove ti porta il cuore di Jacopo Allegrucci

Premio al miglior costume dei figuranti dei carri allegorici istituito dalla "Fondazione Carnevale di Viareggio" e dal "Rotary Club Viareggio Versilia"
Ai costumi del carro di prima categoria Octopus 5.0: La rivoluzione artificiale di Luigi Bonetti.

## Edizione 2025

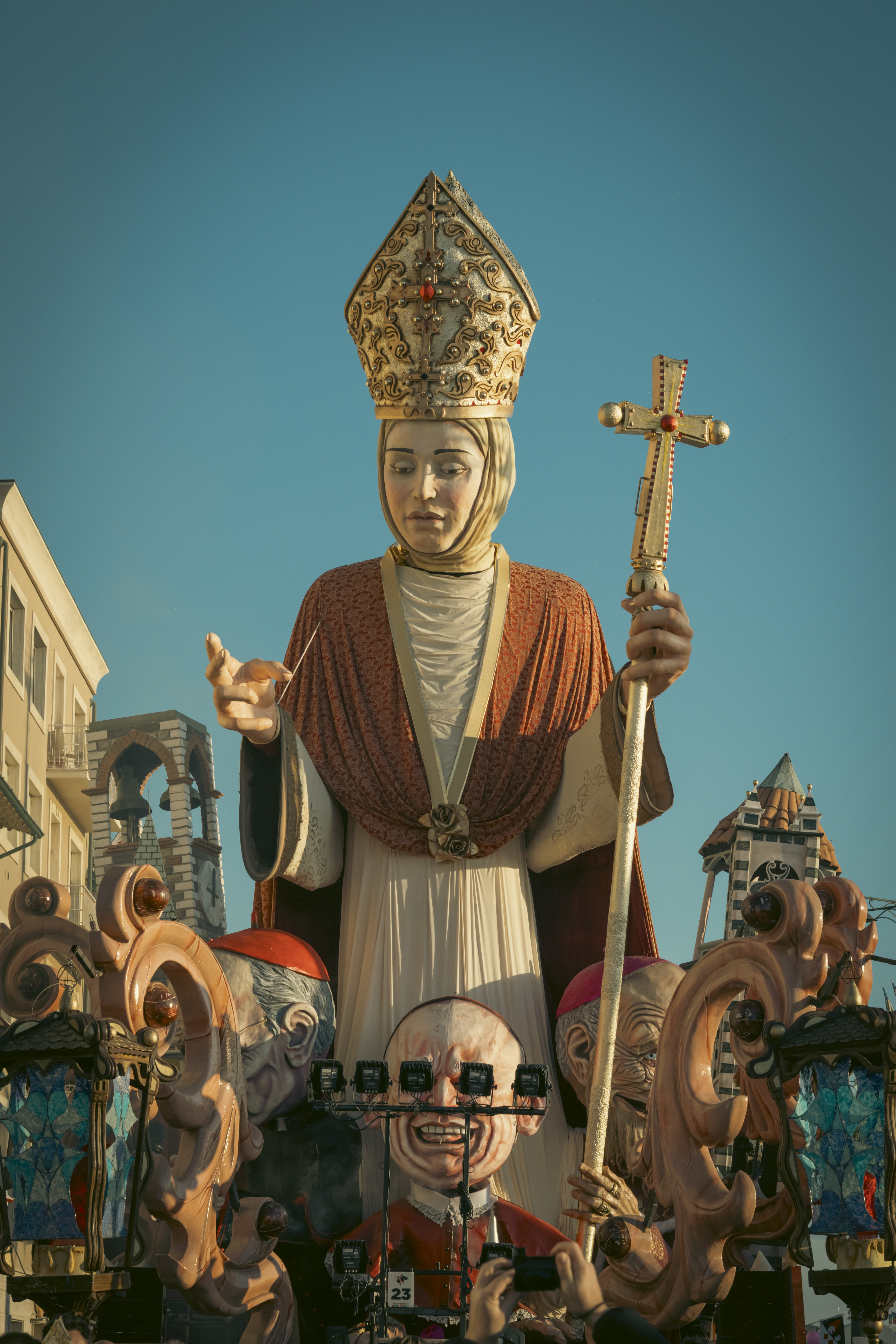
Il carro di prima categoria Sic transit gloria mundi, vincitore dell'edizione 2025.

La 152ª edizione si è svolta sabato 8, domenica 16, sabato 22, giovedì (grasso) 27 febbraio, domenica 2, martedì (grasso) 4 marzo. Il manifesto ufficiale è un omaggio a quello realizzato un secolo prima (nel 1925) da Guglielmo Lippi Francesconi, medico psichiatra, direttore dell’Ospedale Psichiatrico di Maggiano, ucciso dai nazisti nel settembre del 1944.
In occasione della presentazione della manifestazione, avvenuta nella sede della Regione Toscana a Firenze il 28 gennaio 2025, sono stati annunciati anche i vincitori del premio Burlamacco d'oro, assegnato a Enrico Mentana, e Ondina d'oro a Caterina Caselli.
Queste le classifiche delle opere allegoriche in concorso: 

### Classifica dei carri di prima categoria
1. Sic transit gloria mundi di Carlo e Lorenzo Lombardi
2. Il mostro ha paura di Jacopo Allegrucci
3. Come tu mi vuoi di Umberto, Stefano, Michele e Jacopo Cinquini
4. Per una sana e robusta Costituzione di Alessandro Avanzini
5. Ex aequo La tempesta di Lebigre e Roger e Nuova generazione... balliamo sul mondo di Roberto Vannucci
6. Non assegnato
7. Social di Massimo e Alessandro Breschi
8. La felicità è come una farfalla di Luigi Bonetti
9. La grande condottiera di Luca Bertozzi

### Classifica dei carri di seconda categoria
1. È tardi è tardi è tardi di Matteo Raciti
2. Gli ultimi occhi dell'innocenza di Fabrizio e Valentina Galli
3. What about us: che ne sarà di noi? di Luciano Tomei e Antonino Croci
4. Dammi un bacino! di Priscilla Borri

### Classifica delle mascherate in gruppo
1. Sogna ragazzo sogna di Silvano Bianchi
2. Come un sogno ad occhi aperti di Michelangelo Francesconi
3. L'estrema unzione di Edoardo Ceragioli
4. The Beatles: Yellow Submarine di Giacomo Marsili
5. Sulle ali dell’innocenza… plin plin di Marzia Etna e Matteo Lamanuzzi
6. L'essenziale è invisibile agli occhi di Vania Fornaciari e Roberto De Leo
7. C'è qualcosa che non torna di Giampiero Ghiselli
8. Lo sciamano di Stefano Di Giusto

### Classifica delle maschere isolate
1. Il sognatempo di Sara Culli
2. Cosa stiamo diventando di Andrea Giulio Ciaramitaro
3. Presto che è tardi di Lorenzo Paoli
4. Love is all you need di Alessandro Vanni
5. Ex aequo Il generale Mannaggia di Simona Francesconi e Morfeo e i sogni nel cassetto di Edoardo Spinetti
6. Non assegnato
7. S.O.S. Zoo – Il profumo della Libertà di Raffaele Morvillo
8. Scivolando tra le dita di Alessandro Mattiello

### Premi speciali
Premio Colore dedicato ad ANTONIO D'ARLIANO
Alla mascherata in gruppo The Beatles: Yellow Submarine di Giacomo Marsili

Premio Modellatura dedicato ad ALFREDO MORESCALCHI
Al carro di seconda categoria È tardi è tardi è tardi di Matteo Raciti

Premio Scenografia dedicato ad ALFREDO PARDINI
Al carro di prima categoria Il mostro ha paura di Jacopo Allegrucci

Premio Allegoria dedicato a SILVANO AVANZINI
Al carro di seconda categoria Gli ultimi eroi dell'innocenza di Fabrizio e Valentina Galli

Premio della Critica dedicato a GIOVANNI LAZZARINI
Al carro di prima categoria Sic transit gloria mundi di Carlo e Lorenzo Lombardi

Premio Fantasia dedicato a SERGIO BARONI
Alla mascherata in gruppo Come un sogno ad occhi aperti di Michelangelo Francesconi

Premio Miglior Bozzetto dedicato a GUIDUBALDO FRANCESCONI
Al bozzetto del carro di prima categoria La tempesta di Lebigre e Roger

Premio Tradizione dedicato a CARLO BOCCO VANNUCCI
Al carro di prima categoria Per una sana e robusta Costituzione di Alessandro Avanzini

Premio all'opera più brillante dedicato a EROS CANOVA
Alla mascherata in gruppo Sulle ali dell’innocenza… plin plin di Marzia Etna e Matteo Lamanuzzi

Premio al movimento più spettacolare dedicato a RENATO VERLANTI
Al carro di prima categoria Come tu mi vuoi di Umberto, Stefano, Michele e Jacopo Cinquini

Premio alla Migliore Colonna Sonora Originale dedicato a ICILIO SADUN e ROBERTA BARTALI
Alla canzone Figli di Maria, Testo e musica di Luca del Carlo, Gabriele Cerri e Lorenzo Ghiselli, per il carro di prima categoria La grande condottiera di Luca Bertozzi

Premio al miglior costume dei figuranti dei carri allegorici, istituito dalla "Fondazione Carnevale di Viareggio" e dal "Rotary Club Viareggio Versilia"
Ai costumi del carro di prima categoria Per una sana e robusta Costituzione di Alessandro Avanzini

Menzione speciale per l’innovazione
Al carro di prima categoria Social di Massimo e Alessandro Breschi.